# Freiberger Gangerzlagerstätte
Die Freiberger Gangerzlagerstätte ist eine silberhaltige Blei-Zink-Lagerstätte. Die Lagerstätte ist hinsichtlich ihrer räumlichen Ausdehnung, der Mengen des ausgebrachten Erzes und der daraus gewonnenen Metalle, der Bedeutung für die Wirtschaftsgeschichte Sachsens sowie dem Grad der geowissenschaftlichen Erforschung die wichtigste Erzlagerstätte des Erzgebirges. Geologisch handelt sich um eine polymetallische, hydrothermale Gangerzlagerstätte spät- bis postvariszischen Alters mit über 1100 bekannten Gängen. Die Gänge waren seit dem Hochmittelalter bis in das letzte Drittel des 20. Jahrhunderts Gegenstand bergmännischer Gewinnung. Silber war während der meisten Förderzeiträume das hauptsächliche Gewinnungsmetall. Daneben waren Blei und Zink, sowie in geringen Mengen Kupfer, Gold und Spurenmetalle in den letzten Betriebsperioden von wirtschaftlicher Bedeutung. Die Freiberger Gangerzlagerstätte ist ein Teilbereich des osterzgebirgischen Lagerstättendistriktes und besteht aus einem Zentralteil und mehreren Randgebieten. Der Artikel behandelt den Lagerstätten-Zentralteil.

## Geografische Einordnung
Die Freiberger Gangerzlagerstätte befindet sich in Mittelsachsen am nördlichen Übergang der flach nach Nordwesten abfallenden Erzgebirgs-Kippscholle und dem Mittelsächsischen Hügelland. Die Nord-Süd-Ausdehnung beträgt ca. 20 km, die Ost-West-Ausdehnung ca. 10 km. Die Geländehöhen betragen zwischen 420 m NHN im Süden und 360 m NHN im Norden. Die Städte Freiberg, Brand-Erbisdorf und Großschirma sowie die Ortschaften Halsbrücke und Zug sind markante Zentren des Lagerstättengebietes.

## Geologie, Tektonik und Genese

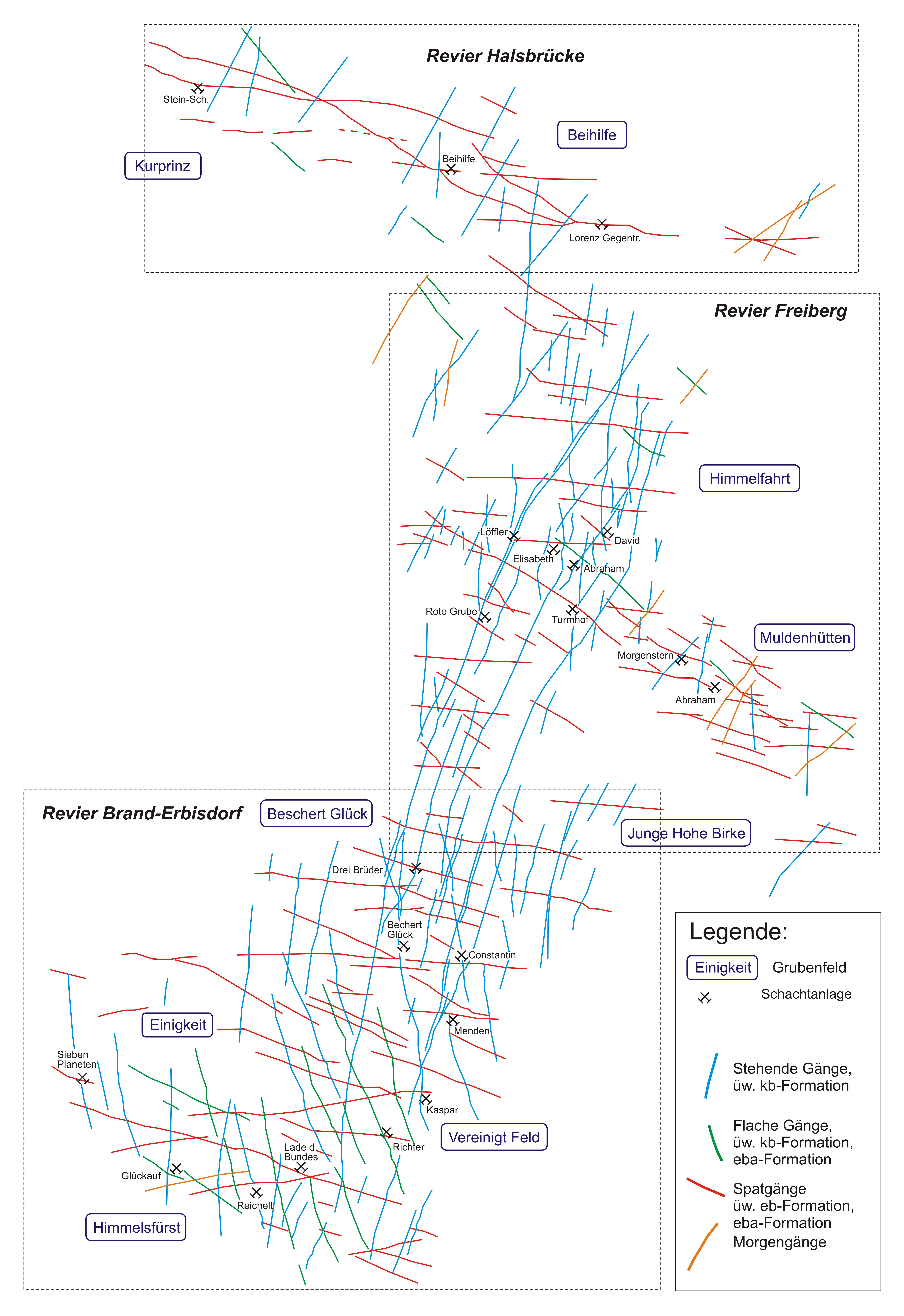
Schematische Gangkarte des Freiberger Lagerstättenbezirkes; nach H. Müller 1901 und H. Pforr u. a. 1982 mit Revier- und Grubenfeldeinteilung sowie ausgewählten Schachtanlagen

Den geologischen Rahmen der Lagerstätte bilden metamorphe Serien, wie proterozoische Orthogneise („Freiberger Graugneis“, „Freiberger Gneiskuppel“) in der Mitte und im Süden sowie altpaläozoische Glimmerschiefer und Phyllite im Norden. Östlich befinden sich ein granitischer Intrusivkörper („Naundorf – Niederbobritzscher Granit“) sowie permische Porphyrgänge.

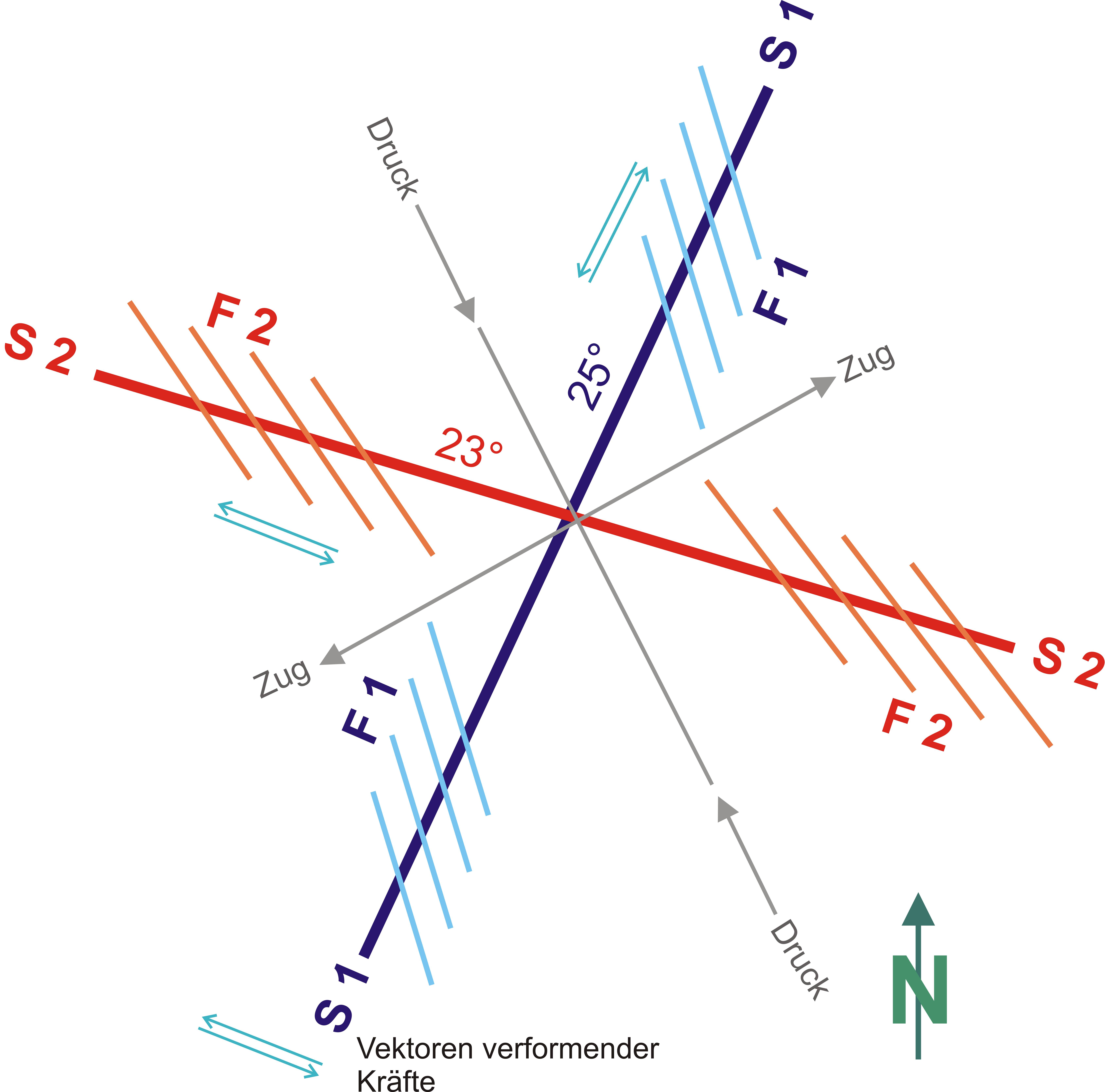
Tektonisches Strukturschema des Freiberger Gangspaltensystems

Bereits im späten Proterozoikum und frühem Paläozoikum fand eine frühe Eisen- und Kupfervererzung statt. Ab dem späten Paläozoikum waren diese Gesteinsformationen weitestgehend konsolidiert. Mit dem Auseinanderbrechen des Großkontinentes Pangäa und den Öffnungsbewegungen der westlichen Tethys sowie des Zentral- und Nordatlantiks wirkten während der variszischen Orogenese (Oberkarbon bis zum Perm) im Betrachtungsraum erhebliche Druck- und Zugspannungen. Infolgedessen bildete sich zunächst ein überwiegend Nord-Süd-gerichtetes System von tiefreichenden Spalten innerhalb der Metamorphite: das Scherspaltensystem S 1. Darüber kam es auf Grund der Spannungsverhältnisse und der Materialeigenschaften des Umgebungsgesteines zur Entstehung eines weiteren Spaltensystems: das schiefwinklig zu den Scherspalten liegende sogenannte Fiederspaltensystem F 1 (siehe Abbildung zum tektonischen Strukturschema). Ausschlaggebend für diese Ausrichtung waren nicht nur orogenetische Bewegungsvektoren, sondern auch eine primär im Gneis vorhandene Gesteinsklüftung.
In die tiefreichenden Risse und Spalten drangen heiße, wässrige metallhaltige und nichtmetallhaltige Lösungsgemische magmatischen Ursprunges, sogenannte hydrothermale Lösungen ein, die auf Grund des hohen Druckes in der Tiefe auch bis zu ca. 400 °C noch in flüssiger Form vorlagen. Bei der mit dem weiteren Aufstieg verbundenen Abkühlung setzten sich entsprechend chemisch-physikalischer Gesetzmäßigkeiten für hydrothermale Lagerstätten typische Mineralfolgen ab. Während dieses (älteren) Zyklus kam es überwiegend zum Absatz von wirtschaftlich bedeutsamen Mineralisationsfolgen der Quarz-Polymetall-Assoziation (ältere Bezeichnung: kb-Formation, siehe unten) und der karbonatischen Silber-Sulfid-Assoziation („eb-Formation“, siehe Abschnitt Erzparagenesen).
Ein zweiter (jüngerer) Mineralisationsprozess fand während der alpidischen Orogenese statt (Zechstein bis Tertiär). Durch die gegenläufigen Bewegungsrichtungen der afrikanischen und eurasischen Kontinentalplatten stagnierte die allgemeine Krustendehnung und wurde von Kompressions- und Scherbewegungen abgelöst (siehe hierzu → Kontinentaldrift). Wie schon in Folge der variszischen Tektonik entstand ein weiteres tiefreichendes Spaltensystem im Festgesteinskörper. Diese Risse und Spalten bildeten das überwiegend Ost-West ausgerichtete Scher- und Fiederspaltensystem S 2 und F 2. Damit entstanden ein weiteres Mal Aufstiegswege und Absatzräume für hydrothermale Lösungen aus tiefliegenden magmatischen Krustenbereichen. Die jüngeren Mineralisationsabfolgen bestehen aus der Eisen-Baryt-Assoziation („eba-Formation“), der Fluorbarytischen Bleierz-Assoziation („fba-Formation“) und der Wismut-Cobalt-Nickel-Silber-Assoziation („BiCoNiAg-Formation“).
Bei Gangerzlagerstätten wurden im Allgemeinen tiefliegende magmatische Intrusionskörper als sogenannte „Erzbringer“ als Quellen hydrothermaler Vererzungen vermutet bzw. auch nachgewiesen. Für die Freiberger Gangerzlagerstätte konnte bisher auch mit tiefreichenden Forschungsbohrungen über 1800 m keine granitische Intrusion nachgewiesen werden, so dass die Herkunft hydrothermaler Lösungen aus wesentlich tieferen Krustenbereichen spekulativ vermutet werden muss.

## Lagerstättenstruktur

### Systematik
Eine grundsätzliche Einordnung der Erzgänge in der Freiberger Lagerstätte erfolgt nach deren Ausrichtung entsprechend der Himmelsrichtung:
- Stehende Gänge (zwischen Nord und Nordost)
- Morgengänge (zwischen Nordost und Ost)
- Spatgänge (zwischen Ost und Südost)
- Flache Gänge (zwischen Südost und Süd)

Nähere Erläuterungen hierzu: Gang (Geologie), Raumlage von Gängen.

### Zur Namensgebung der Erzgänge
Die Bezeichnungen der Erzgänge erfolgte überwiegend in der Frühphase des Bergbaus und geben Einblicke in das Denken und den Alltag der Menschen in frühen Jahrhunderten:
- Religion: z. B. St. Elisabeth, Auferstehung Christi, Gottes Gabe
- Bergbauspezifik: Hauptstollngang, Rote Grube
- Personen: Riemer, Friederike, Siegfried, Churprinz Friedrich August
- Wünsche: Neue Hoffnung, Unvermutet Glück, Reicher Bergsegen
- Humor: Ich-bins-nicht, Störrischer Bauer, Melke Ziege
- Phantasie: Hohe Birke, Weißer Löwe, Hopfgarten

Dem Gangnamen folgt stets die Angabe der Streichrichtung nach der systematischen Einordnung. Gelegentlich wurden Bezeichnungen auch doppelt vergeben

(s. a. Tabelle in Abschnitt 5.3)

## Mineralogie

### Übersicht
Auswahl einiger wichtiger Erz-, Silber- und Begleitminerale der Freiberger Lagerstätte (zur besseren Lesbarkeit wird die alte Formationsbezeichnung verwendet)

| bergmännische Bezeichnung                 | mineralogische Bezeichnung | Chemismus           | Formation    | Bemerkung |
| Erzminerale                               |                            |                     |              | |
| Bleiglanz                                 | Galenit                    | PbS                 | kb, fba      | wichtiges Bleierz sowie „Silberträger“ mit 0,02–0,3 % Ag |
| Zinkblende                                | Sphalerit                  | ZnS                 | kb, fba      | wichtiges Zinkerz |
| Schwefelkies                              | Pyrit                      | FeS2                | kb, fba      | Rohstoff zur Schwefelsäureproduktion; sehr geringer, jedoch wirtschaftlich gewinnbarer Goldanteil |
| Arsenkies                                 | Arsenopyrit                | FeAsS               | kb           | |
| Kupferkies                                | Chalkopyrit                | CuFeS3              | kb, fba      | wichtiges Kupfererz |
| Silbererze                                |                            |                     |              | |
| gediegen Silber                           | ..                         | Ag                  | BiCoNiAg, eb | sekundäre Metallkonzentration mit 90–100 % Ag |
| Silberglanz                               | Argentit                   | Ag2S                | eb           | enthält bis zu 87 % Ag |
| Silberfahlerz                             | Freibergit                 | Ag6[Cu4Fe2]Sb4S13-x | eb           | auch „Weißgiltigerz“ |
| lichtes Rotgiltigerz                      | Proustit                   | Ag3[AsS3]           | eb           | |
|                                           | Argyrodit                  | Ag8GeS6             | eb           | enthält bis zu 74 % Ag und 6 % Germanium (Ge) |
| metallfreie Begleitminerale („Gangarten“) |                            |                     |              | |
| Quarz                                     | Quarz                      | SiO2                | kb           | sogenanntes „Durchläufermineral“ ohne wirtschaftliche Bedeutung, in der Lagerstätte jedoch in Varietäten wie Bergkristall, Milchquarz, Amethyst, Achat, Chalzedon und Hornstein als begehrte Schmucksteine und Sammlerstücke auftretend |
| Schwerspat                                | Baryt                      | BaSO4               | fba          | wegen relativ hoher Dichte Ausgangsstoff für Bohrspülungen in der Tiefbohrindustrie |
| Flussspat                                 | Fluorit                    | CaF2                | fba          | Rohstoff der Fluorchemie (z. B. Herstellung von Flusssäure). Wegen der oft vollkommenen Kristallausbildung und vielfältigen Farbgebung begehrtes Sammlermineral                                                                         |
| Kalkspat                                  | Calcit                     | CaCO3               | eb           | lagerstättenwirtschaftlich unbedeutend, wegen variantenreich geformter Kristalle begehrtes Sammlermineral |

Ausgewählte Mineralstufen aus Gruben des Lagerstättenbezirkes:

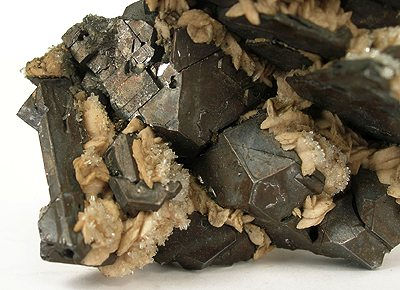
Galenit, Quarz, Siderit, Freiberg
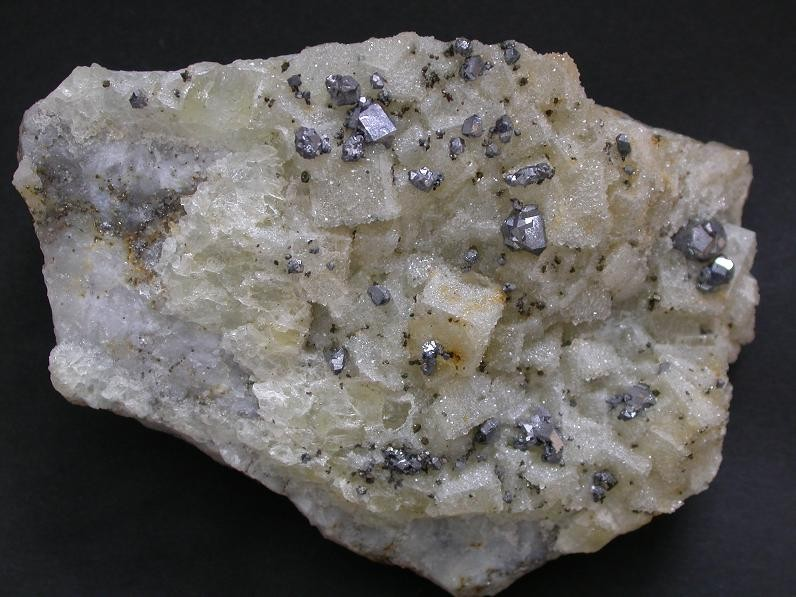
Galenit, Quarz, Fluorit, Grube Beihilfe, Halsbrücke
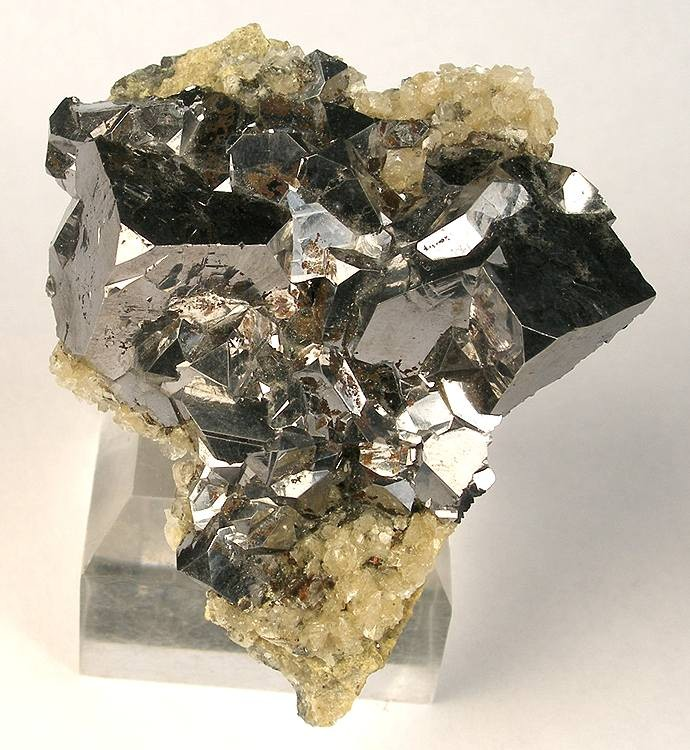
Galenit, Calcit, Grube Himmelsfürst, Brand-Erbisdorf
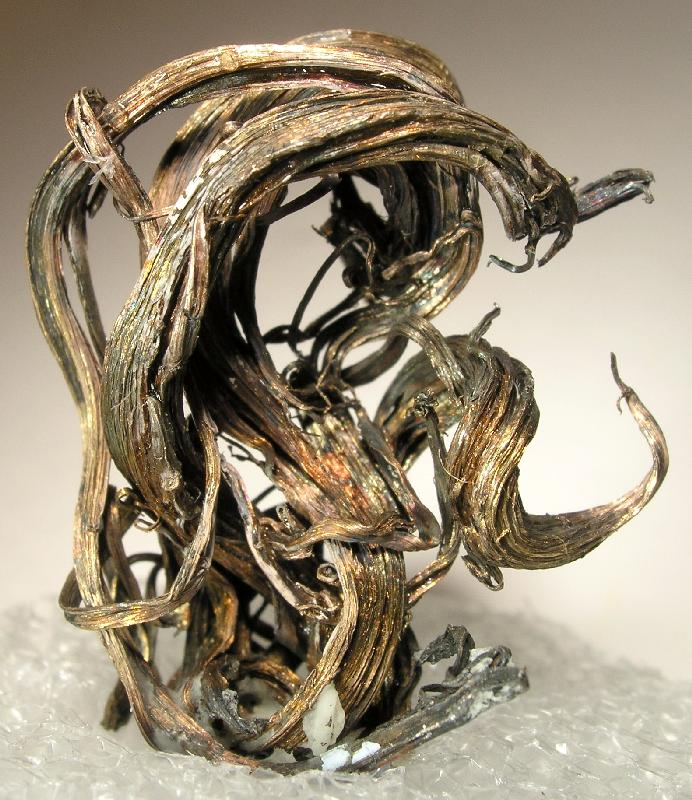
Gediegen Silber, Grube Himmelsfürst, Brand-Erbisdorf
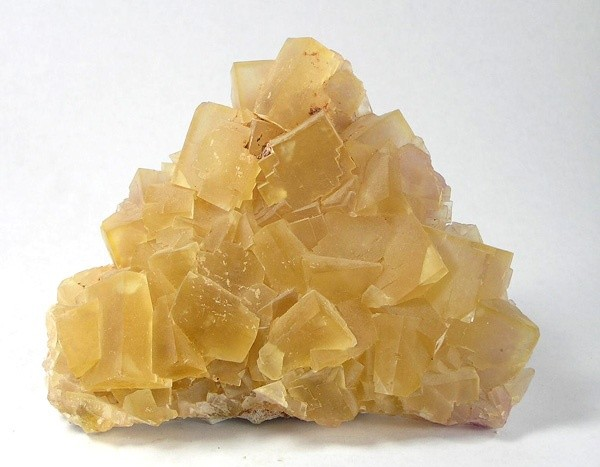
Fluorit, Freiberg
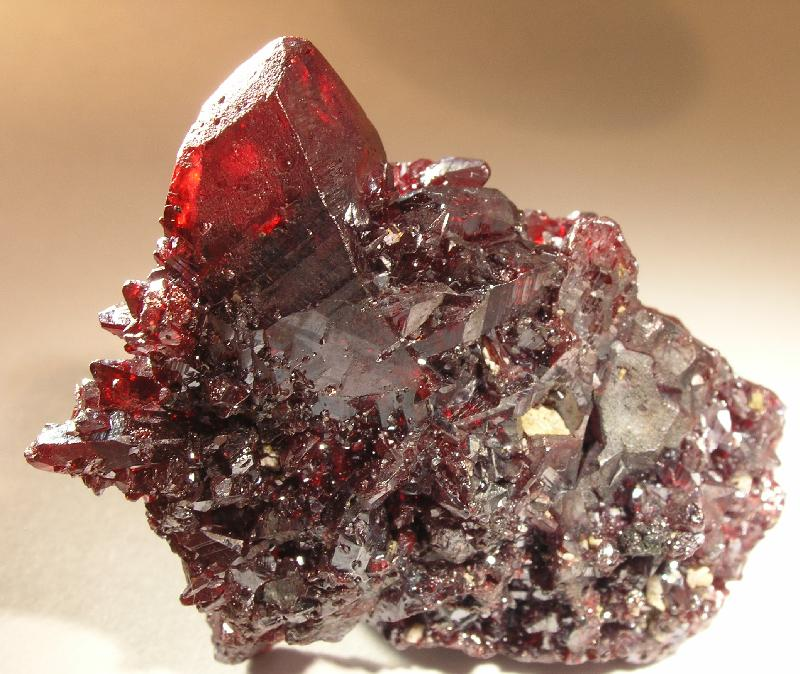
Proustit, Freiberg
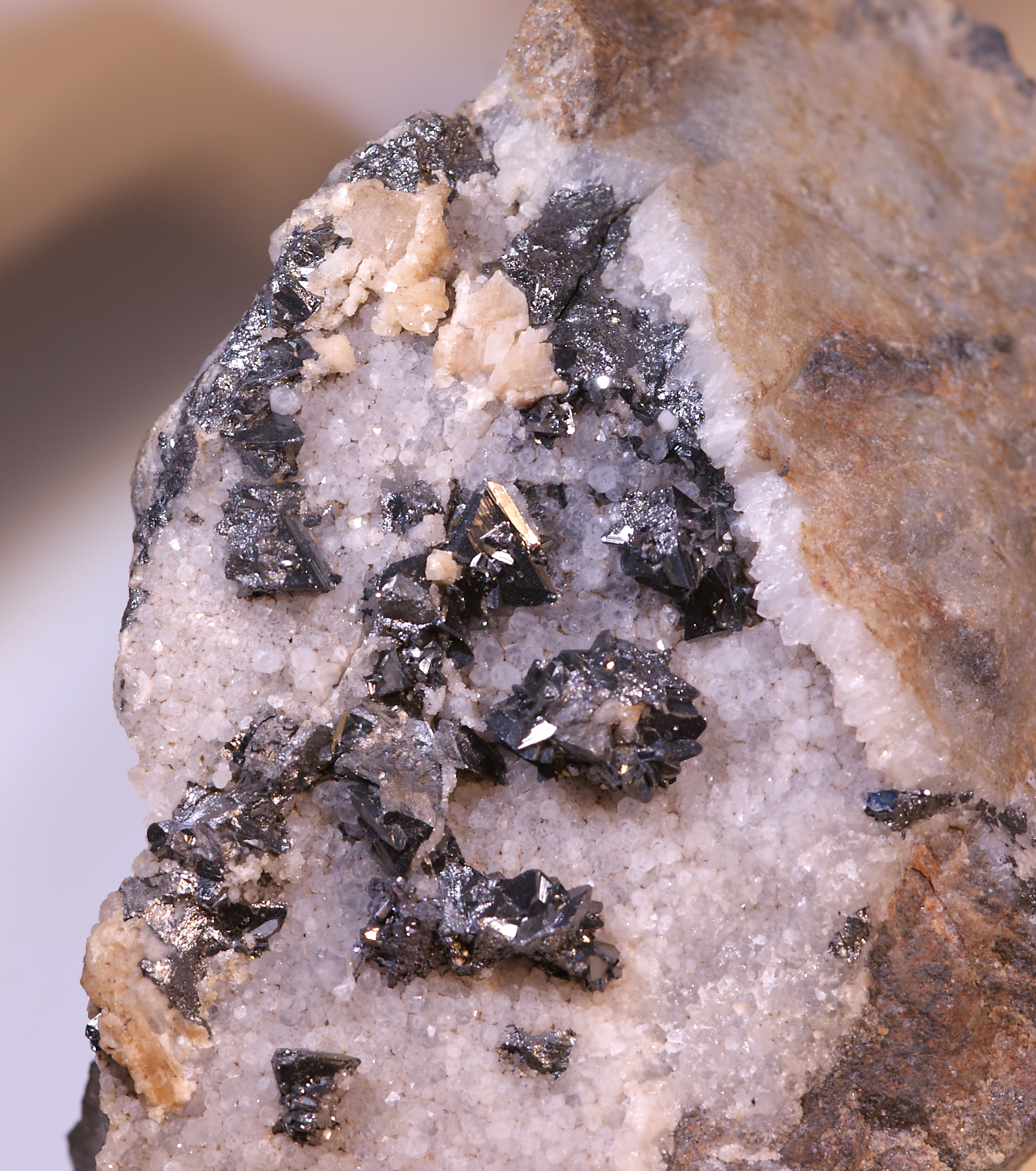
Freibergit auf Quarz, Freiberg
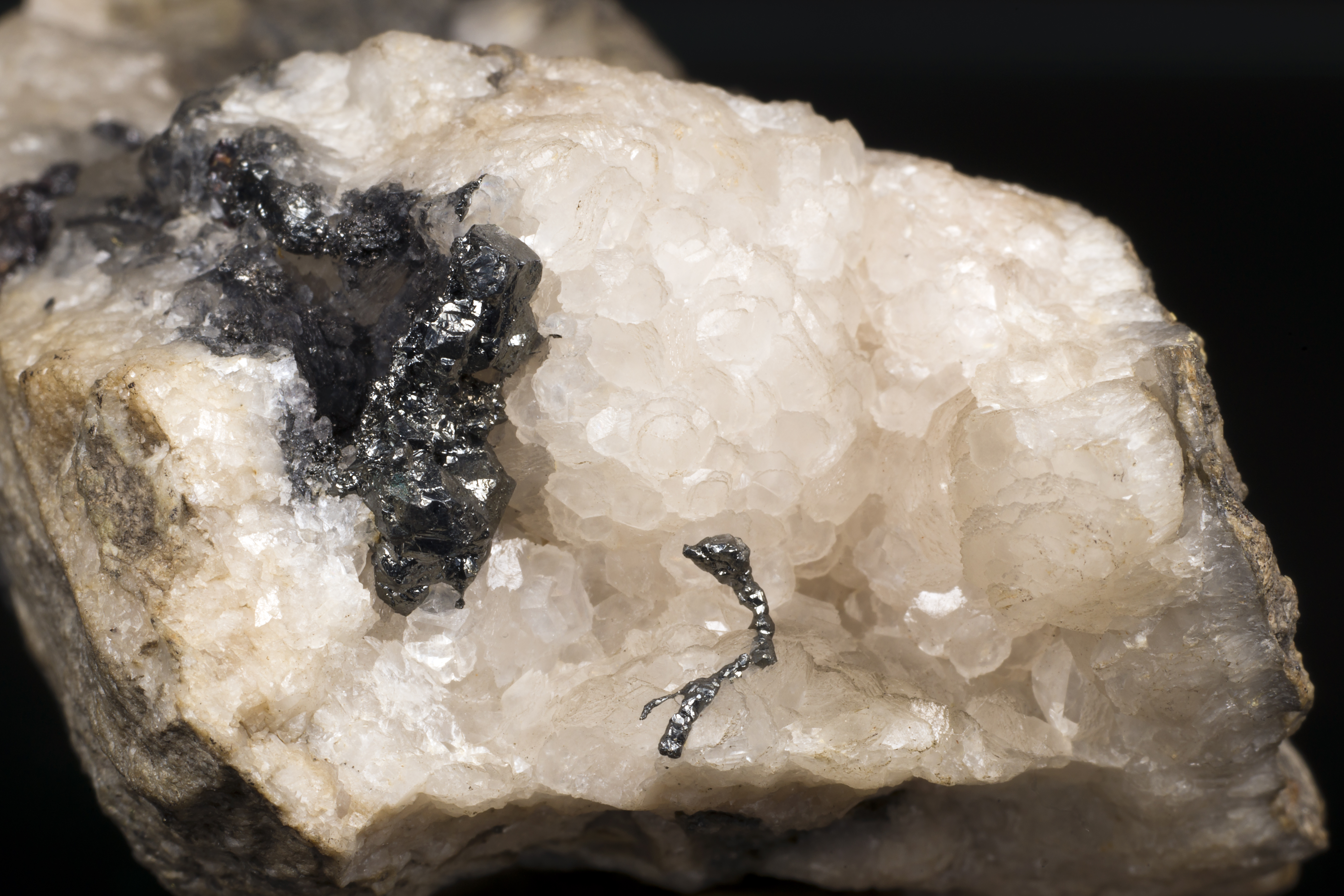
Acanthit auf Calcit, Abrahamschacht Freiberg
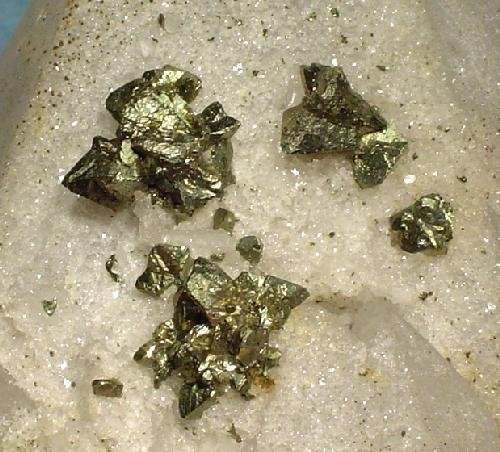
Chalkopyrit, Freiberg
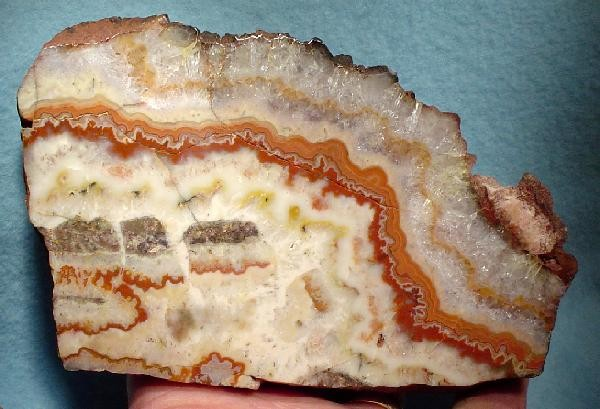
Chalcedon, Varietät Achat, Halsbach bei Freiberg

### Erzparagenesen
Bereits in den Frühzeiten des Freiberger Bergbaues wurden auf den Erzgängen unterschiedliche Vererzungen nachgewiesen. Diese ließen sowohl Mineralisationsunterschiede nach der Teufe („primäre Teufenstufe“, Zoning) als auch Veränderungen mit dem Gangstreichen erkennen. Im Ergebnis langjähriger und systematischer Erforschung der Vererzungen der Freiberger Gangerzlagerstätte ergeben sich die in der nachfolgenden Tabelle aufgeführten Mineralisationsabfolgen. Der Vollständigkeit halber werden auch Erzparagenesen erwähnt, die zwar im Freiberger Lagerstättendistrikt auftreten, jedoch im Lagerstätten-Zentralteil nicht oder selten nachgewiesen wurden.
| Bezeichnung                                             | alte Bezeichnung | Einzelparagenesen / Mineralisationen | Bemerkung |
| Spätvaristischer Mineralisationszyklus (Karbon – Perm)  | | | |
| Zinn-Wolfram-Assoziation                                | Sn-W | | im Lagerstätten-Zentralteil nur sporadisch und im untersten Teufenbereich |
| Quarz-Polymetall-Assoziation                            | kiesig-blendige (kb) Formation | - Pyritische („Kiesige“) Paragenese mit Quarz, Arsenopyrit, Pyrit und Pyrrhotin - Zn-Sn-Cu-Paragenese mit Sphalerit, Stannin, Chalkopyrit, Bornit, Chalkosin, Tetraedrit - Pb-Paragenese mit Quarz, Galenit, wenig Pyrit und Sphalerit | Häufige Paragenese vorzugsweise auf Nord-Süd-streichenden Gängen (Stehende-, Flache Gänge) |
| Uran-Quarz-Karbonat-Assoziation                         | uqk-Formation | - Uran-Quarz-Paragenese mit Quarz-Hornstein, Fluorit, Calcit, Hämatit, Pechblende - Selenid-Karbonat-Paragenese mit Clausthalit, Naumannit, Chalkopyrit und Karbonaten | In Freiberg nur selten auftretend |
| Karbonatische Silber-Sulfid-Assoziation                 | Edle Braunspat (eb) Formation | - Sulfidische Polymetall-Paragenese mit Karbonaten („Braunspäte“: Siderit, Ankerit, Dolomit u. a.), Freibergit, zahlreiche, aus der kb-Formation umgelagerte Sulfide - Ag-Sb-Paragenese mit Calcit, Pyrargyrit, Miargyrit, Stephanit, Polybasit, Dyskrasit, Bournonit und Boulangerit (="Spießglanz-Paragenese") | Im südlichen Zentralbereich (Revier Brand-Erbisdorf) und in umliegenden Randgebieten entwickelt. Bedeutendste „Silberformation“ im Lagerstättendistrikt |
| Fluorit-Quarz-Assoziation                               | flq-Formation | - Quarz-Chalcedon (zum Teil als Achat), Fluorit, Baryt, keine Sulfide | nur regionales und sporadisches Auftreten im Lagerstättendistrikt |
| Postvaristischer Mineralisationszyklus (Kreide-Tertiär) | | | |
| Eisen-Baryt-Assoziation                                 | Eisen-Baryt (eba)-Formation | - Eisenoxyd-Baryt-Mineralisation mit Quarz und Hornstein (zum Teil Achat) | nur regional auf einzelnen Gängen entwickelt |
| Fluorbarytische Bleierz-Assoziation                     | Fluorit-Baryt (fba)-Formation | - Paragenese mit Quarz und Chalcedon („Hartes Trum“) sowie Baryt, Fluorit, Galenit, Sphalerit, Chalkopyrit, Tetraedrit und Pyrit - Paragenese mit Fluorit, Baryt und weniger Quarz („Weiches Trum“) sowie Galenit, Sphalerit, Melnikowitpyrit und Markasit | bevorzugt auf WNW-ESE-streichenden Gangspalten des Lagerstättendistrikts; intensiv im Revier Halsbrücke entwickelt |
| Wismut-Kobalt-Nickel-Silber-Assoziation                 | BiCoNiAg-Formation | - Arsenidische Paragenese mit Quarz-Chalcedon als Hauptgangart, weniger Baryt und Fluorit, gediegen Wismut und Silber, Skutterudit, Nickelin, Rammelsbergit, Safflorit, gediegen Arsen - Silber-Sulfid-Paragenese („Edle Geschicke“) mit Karbonspäten (Siderit, Ankerit, Calcit) als Hauptgangarten und Sulfiden (Pyrit, Sphalerit, Galenit u. a.). Silberminerale (Tetraedrit, Proustit, Argyrodit, gediegen Silber) | besonders auf Gangkreuzen zwischen N-S- und WNW-ESE-streichenden Gängen entwickelt. |
| Quarzige Fe-Mn-Assoziation                              | Fe-Mn-Formation | - Quarz-Hornstein als Hauptgangart, Hämatit-Roteisen, Manganoxide, etwas Fluorit und Baryt | Jüngste Primärmineralisation im Lagerstättendisrikt |
| Oxydations- und Zementationsbildungen                   | Durch Verwitterungsprozesse in den oberflächennahen Bereichen der Freiberger Erzgänge ausgebildet. In der tiefer liegenden Zementationszone Anreicherungen von gediegen Silber und Silbermineralen. Die edelmetallreichen Zonen führten zur ersten Blüte des Bergbaues im Hochmittelalter. | Durch Verwitterungsprozesse in den oberflächennahen Bereichen der Freiberger Erzgänge ausgebildet. In der tiefer liegenden Zementationszone Anreicherungen von gediegen Silber und Silbermineralen. Die edelmetallreichen Zonen führten zur ersten Blüte des Bergbaues im Hochmittelalter. | Durch Verwitterungsprozesse in den oberflächennahen Bereichen der Freiberger Erzgänge ausgebildet. In der tiefer liegenden Zementationszone Anreicherungen von gediegen Silber und Silbermineralen. Die edelmetallreichen Zonen führten zur ersten Blüte des Bergbaues im Hochmittelalter. |

Gangstufen unterschiedlicher Vererzungstypen aus ehemaligen Gruben des Freiberger Lagerstätte (aus Platzgründen wird in den Bildbeschreibungen die alte Formationsbezeichnung verwendet)

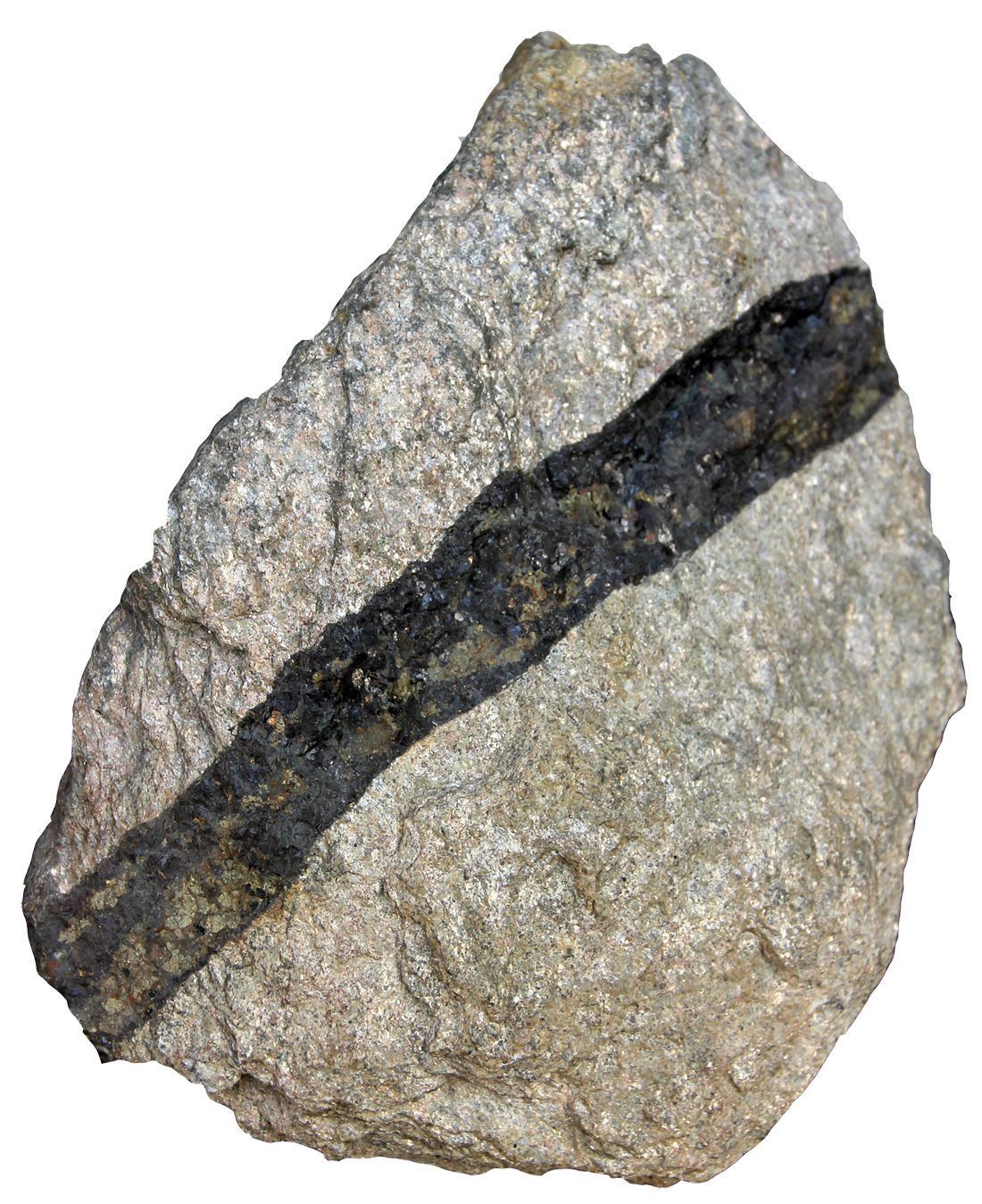
Sphalerit-Chalkopyrit-Trum der kb-Formation, „Reiche Zeche“ Freiberg
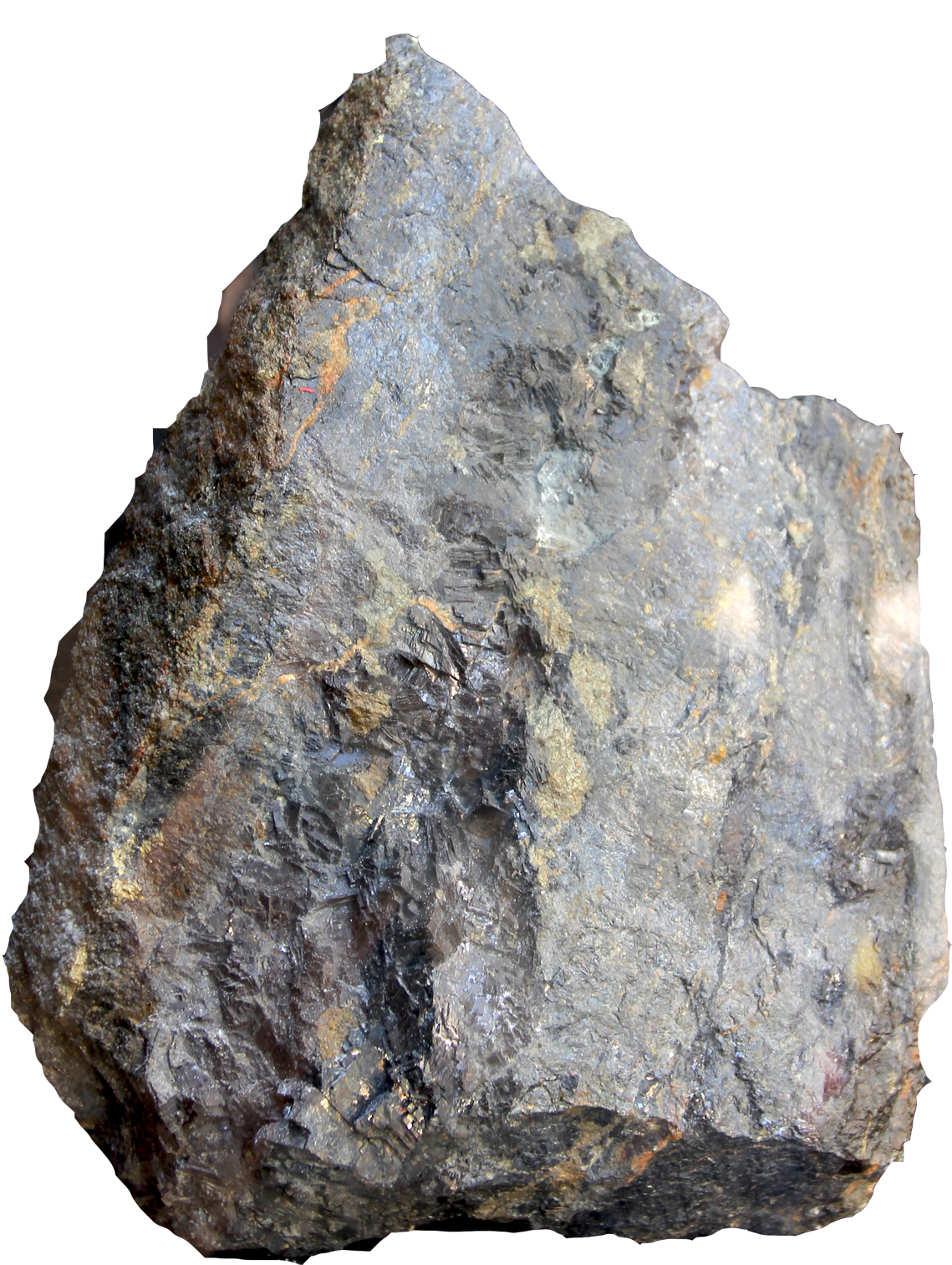
kb-Formation, Galenit, Sphalerit, Arsenopyrit und untergeordnet Quarz, „Reiche Zeche“ Freiberg
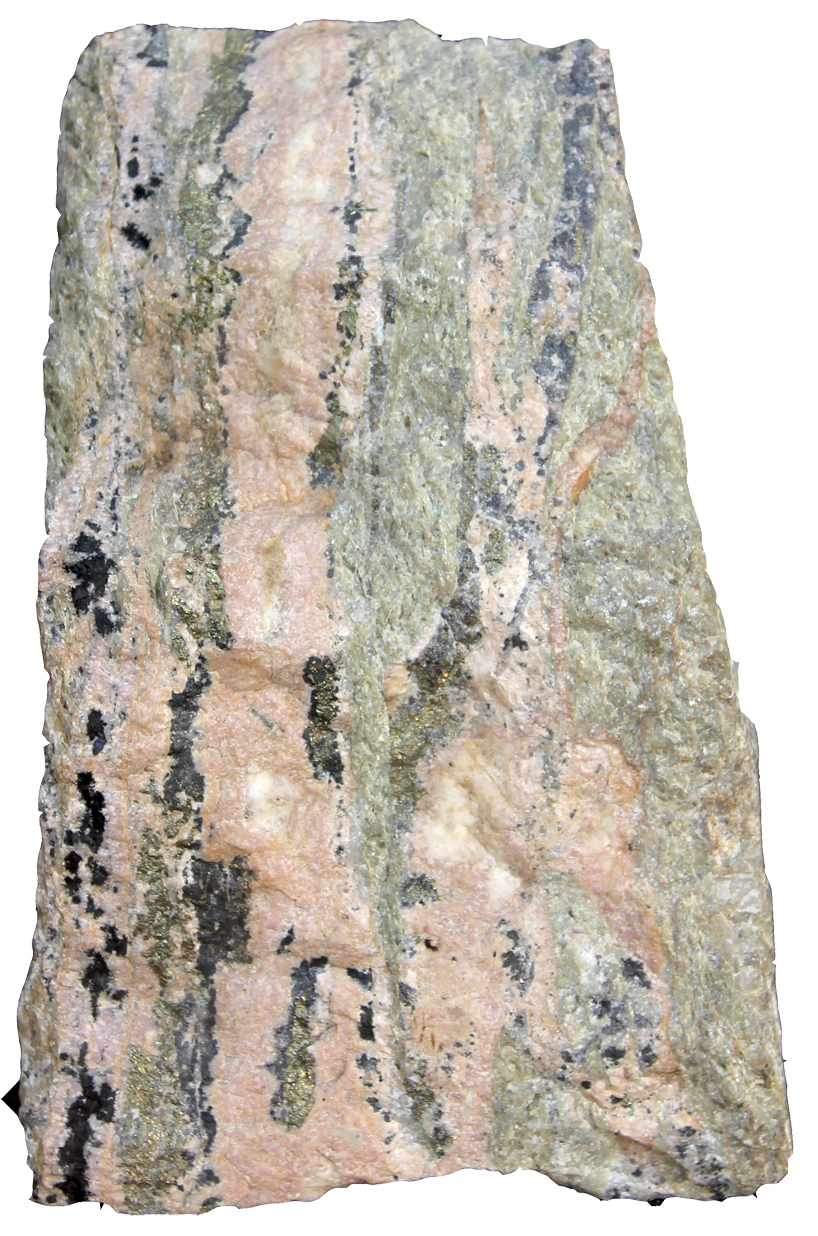
eb-Formation, silberhaltiger Sphalerit, Chalkopyrit, Pyrit und Karbonate, „Himmelsfürst“ Brand-Erbisdorf
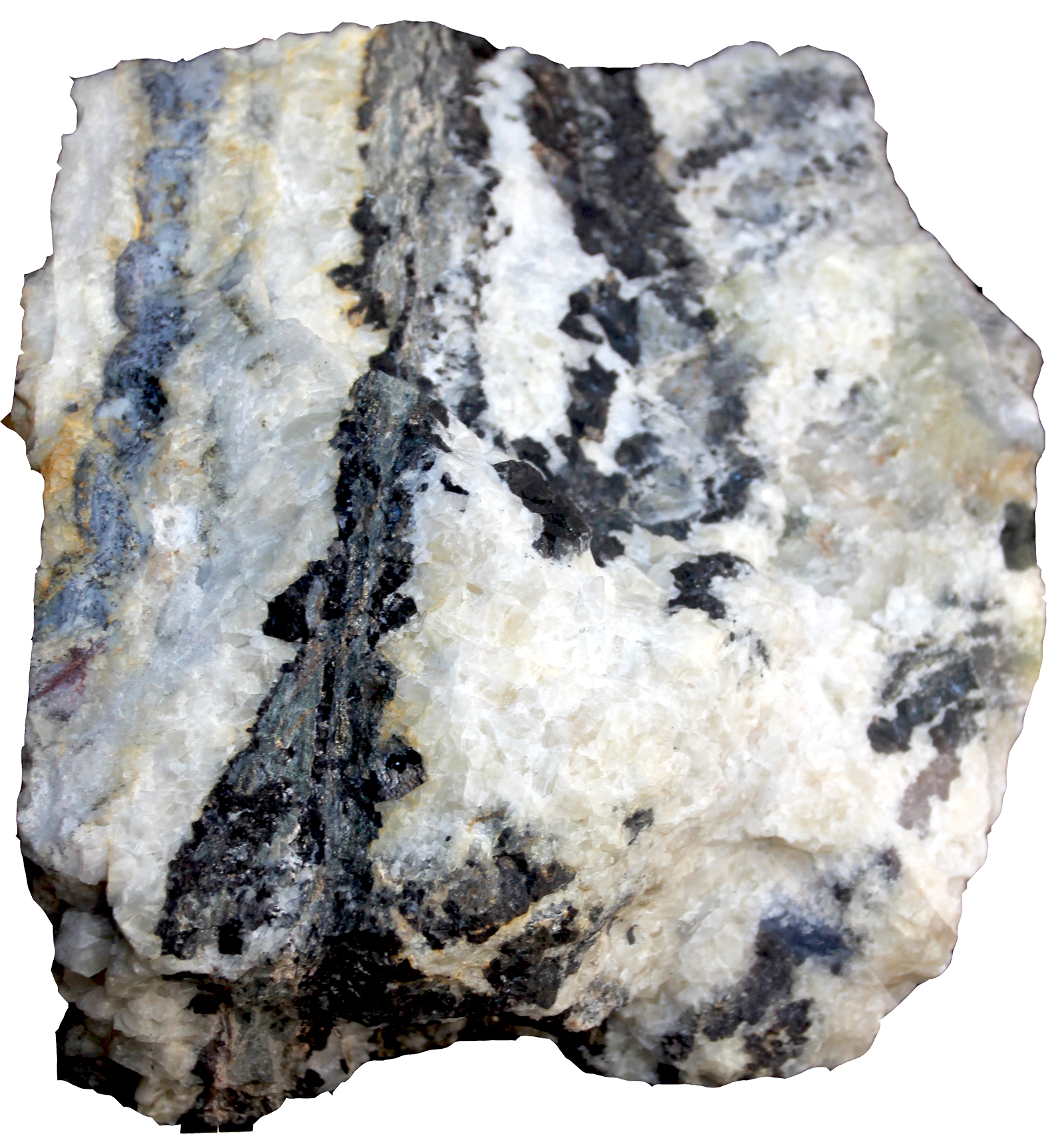
fba-Formation, mit Galenit, Sphalerit, Fluorit und Quarz, „Beihilfe“ Halsbrücke
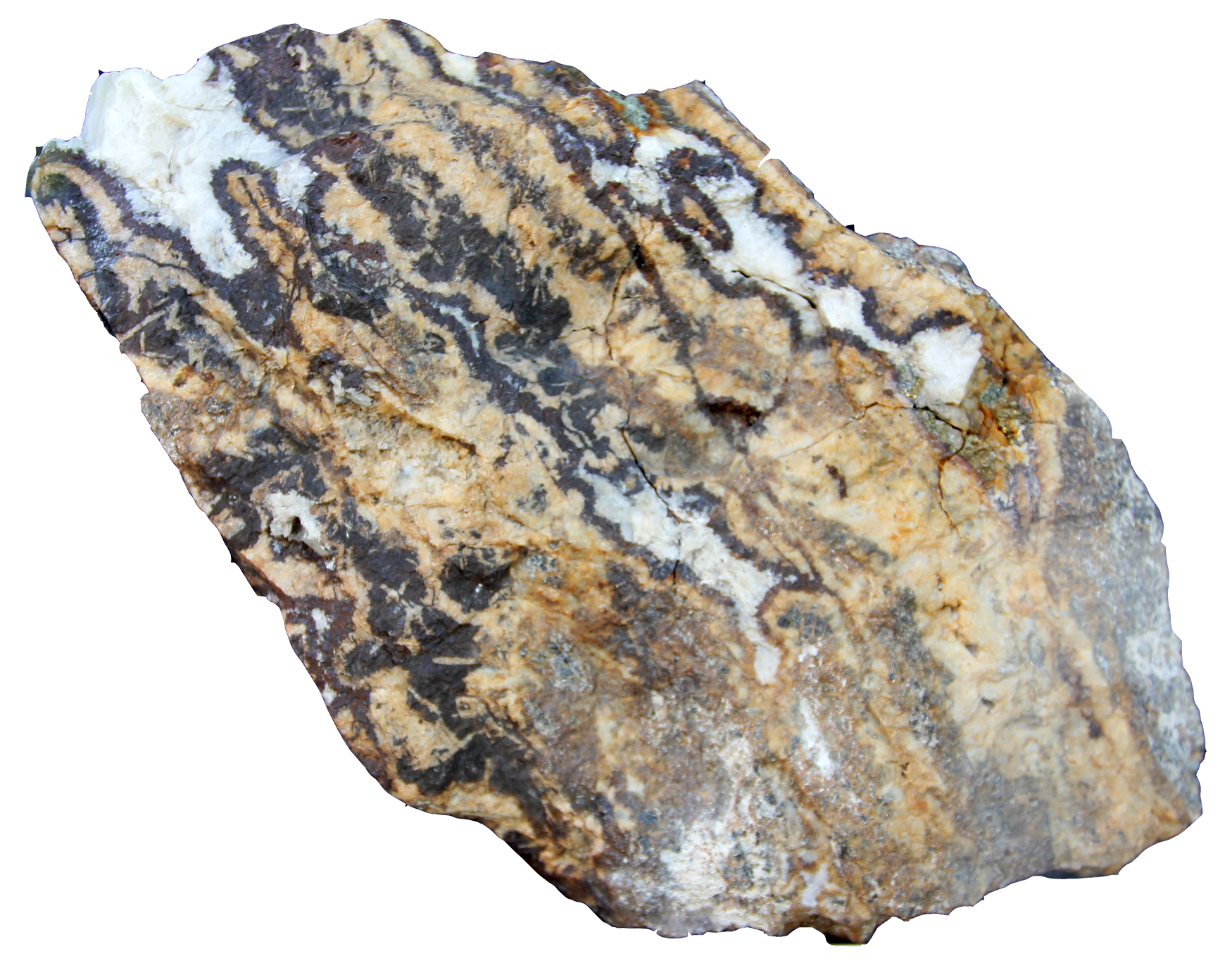
eb-Formation, Pyrit und Karbonate, „Glückaufschacht“ Brand-Erbisdorf
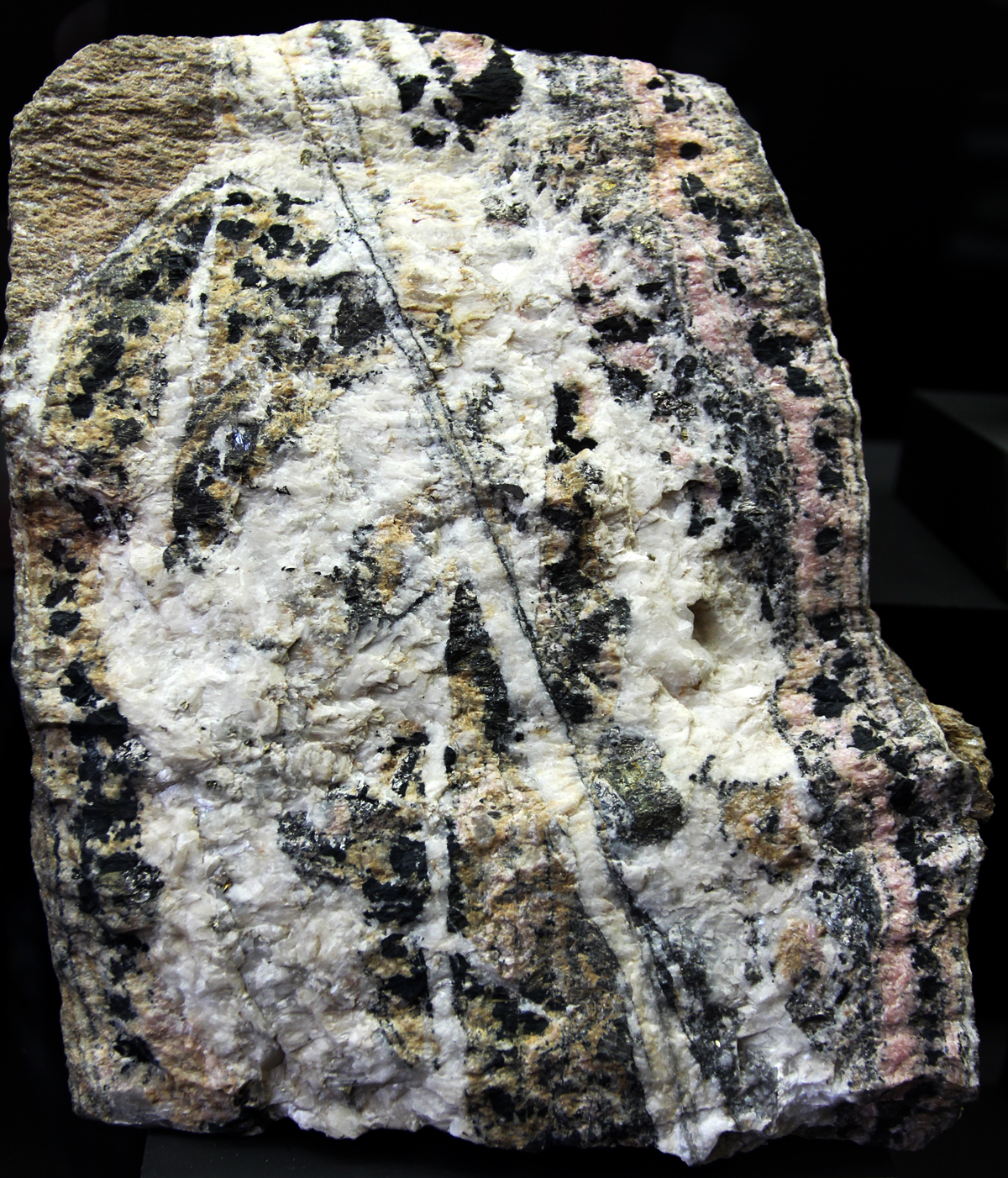
Durchdringung von Gängen der eb- und kb-Formation, Brand-Erbisdorf
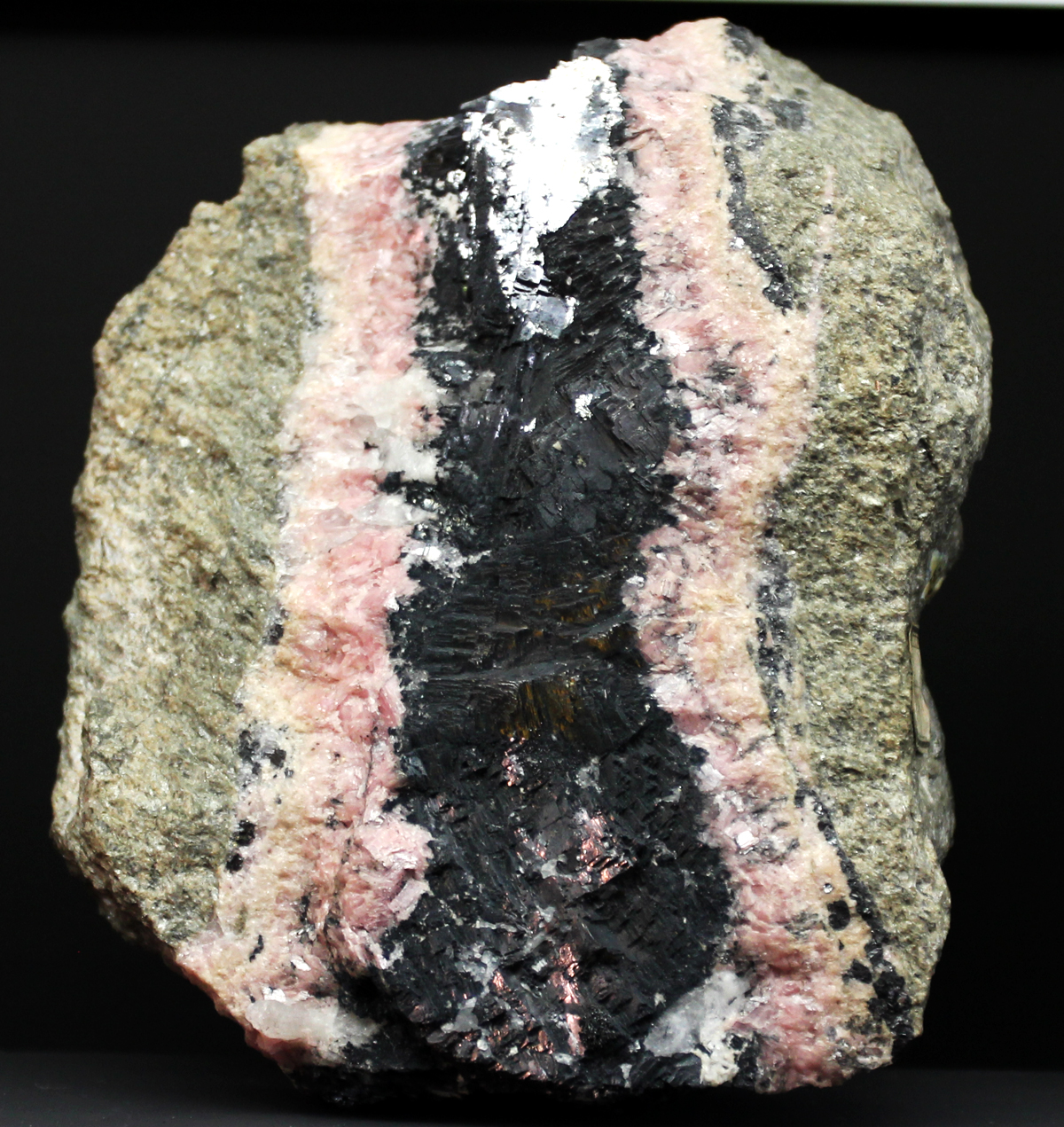
Gangstück der eb-Formation, Brand-Erbisdorf
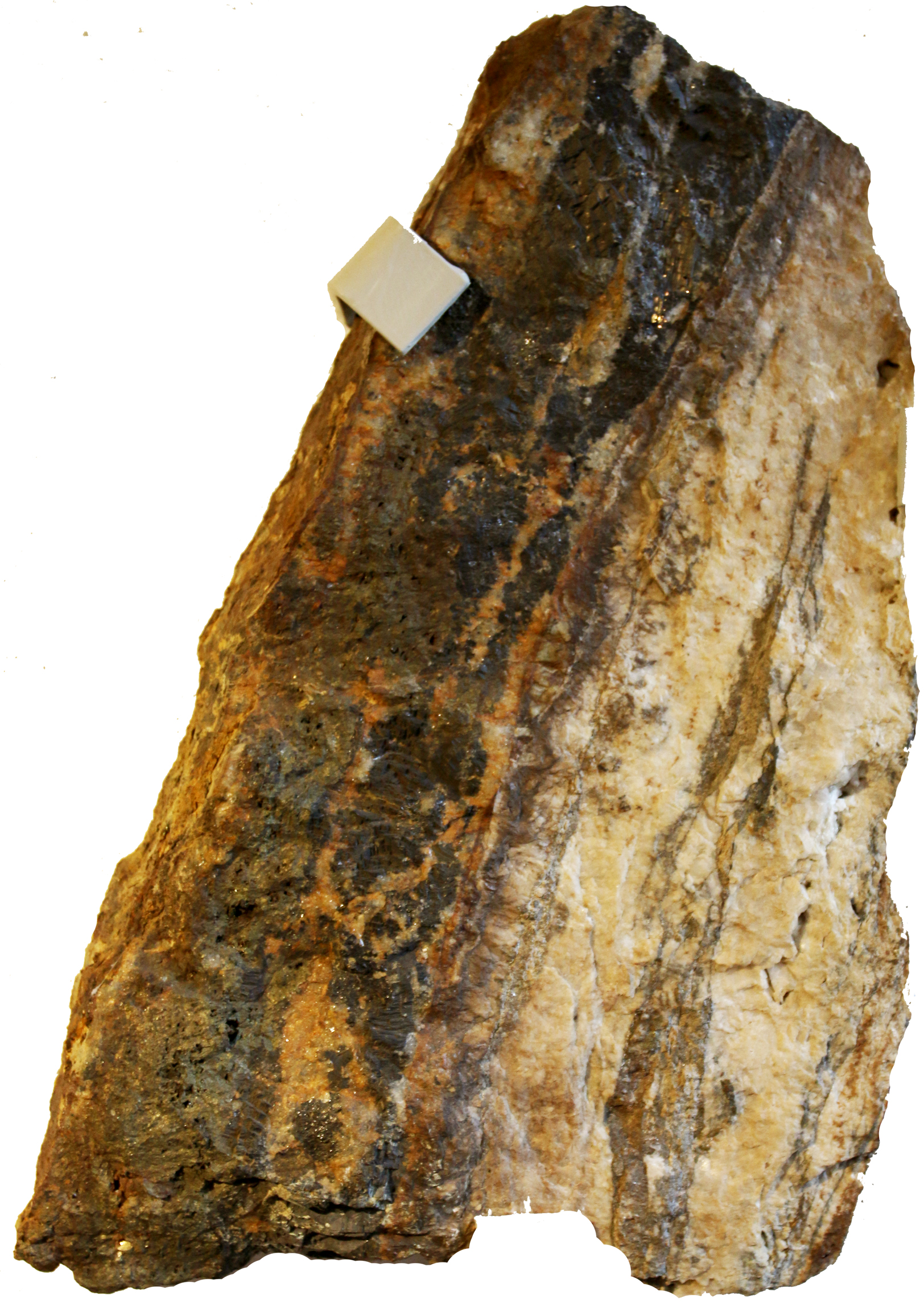
kb- und eb-Formation mit Galenit, Sphalerit, Pyrit, Quarz und Ankerit. "Simon Bogners Neuwerk Flacher", Grube Brand
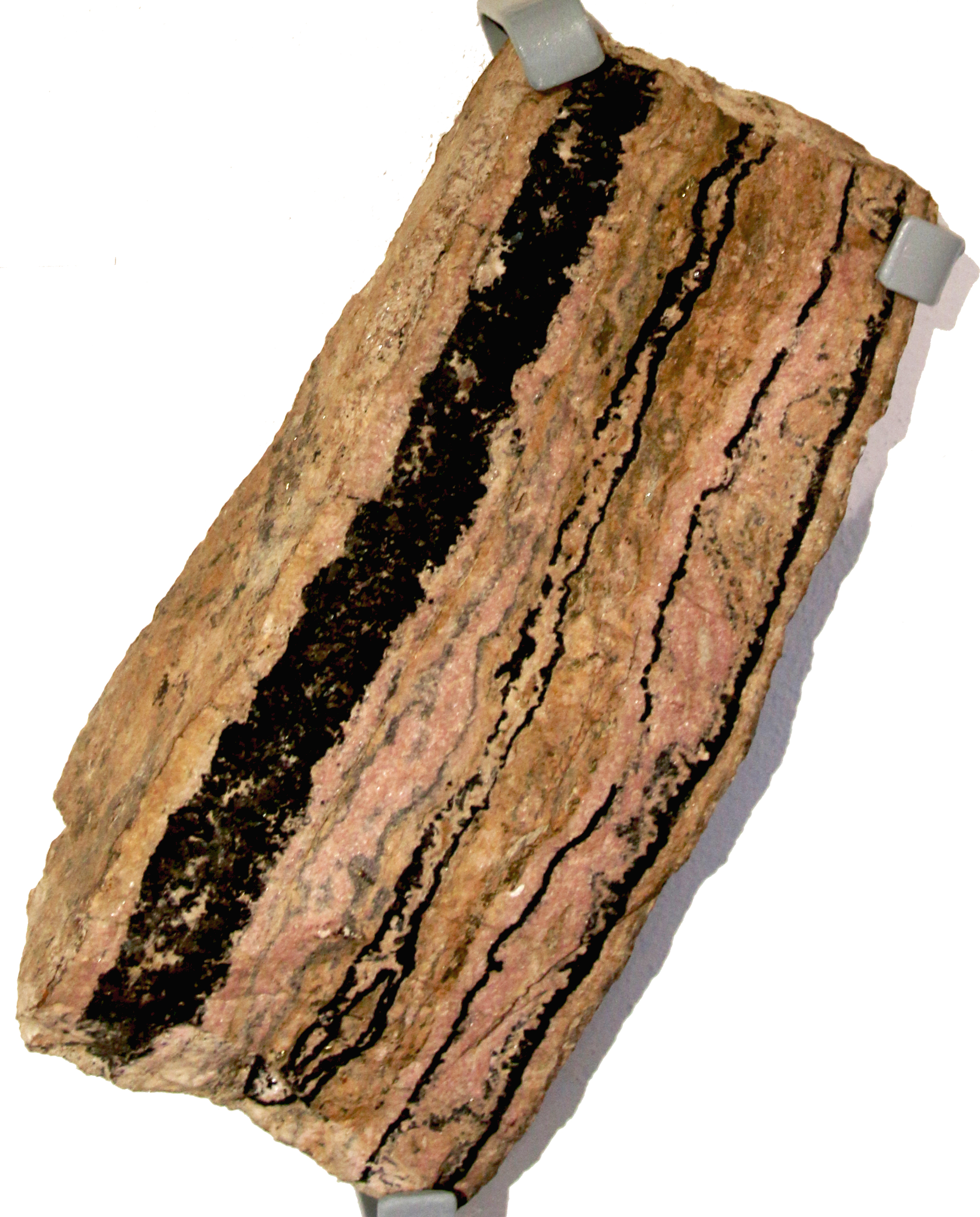
eb-Formation mit Galenit, silberreichem Sphalerit, Pyrit, Ankerit und Dolomit. Grube Himmelsfürst Brand-Erbisdorf.
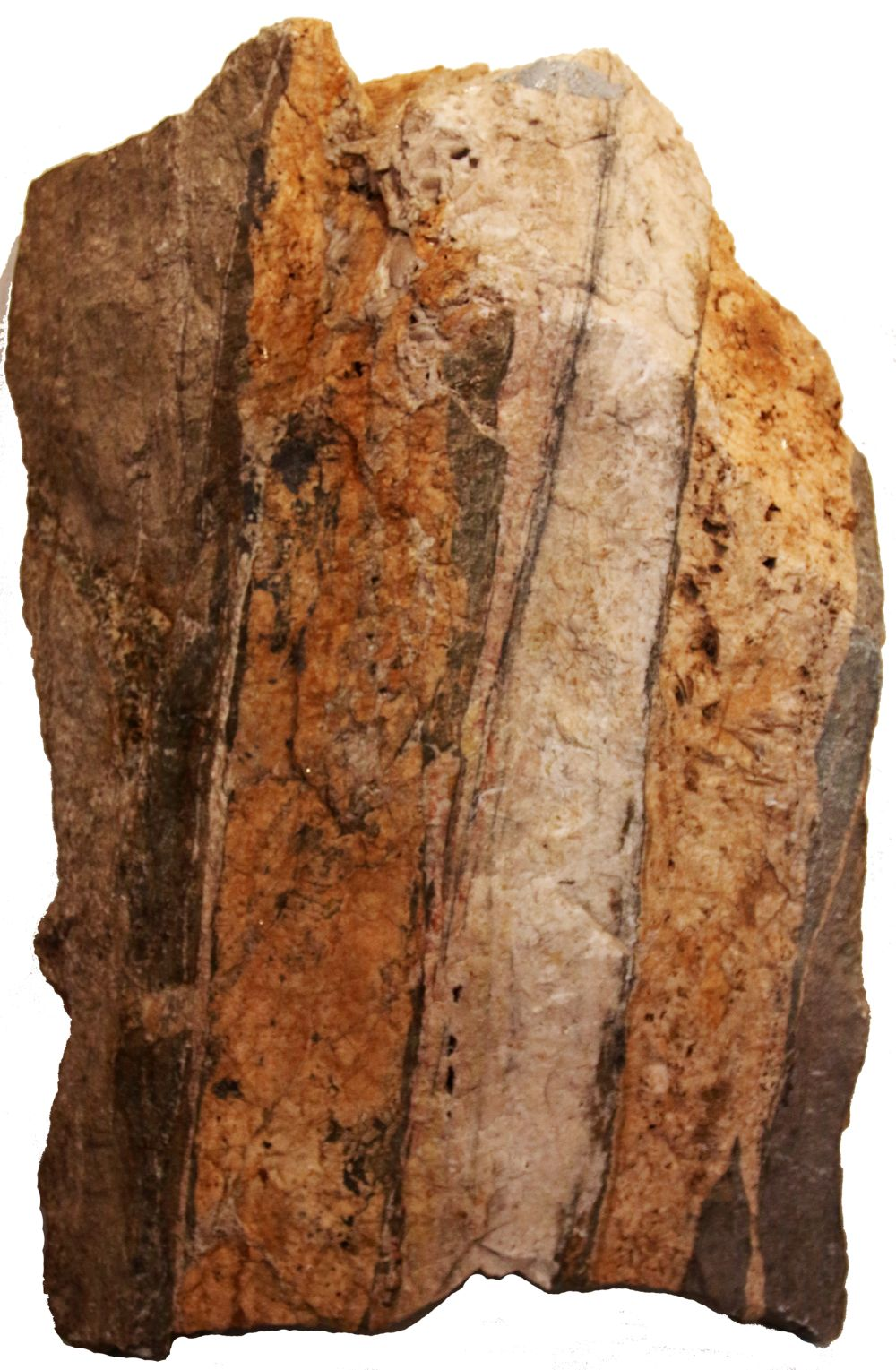
3 genetisch unterschiedliche Mineralisationen. Von innen nach außen: kb (Sphalerit, Pyrit, Quarz); eb(Ankerit, Galenit), fba(Baryt). Himmelsfürst-Fundgr. Brand-Erbisdorf
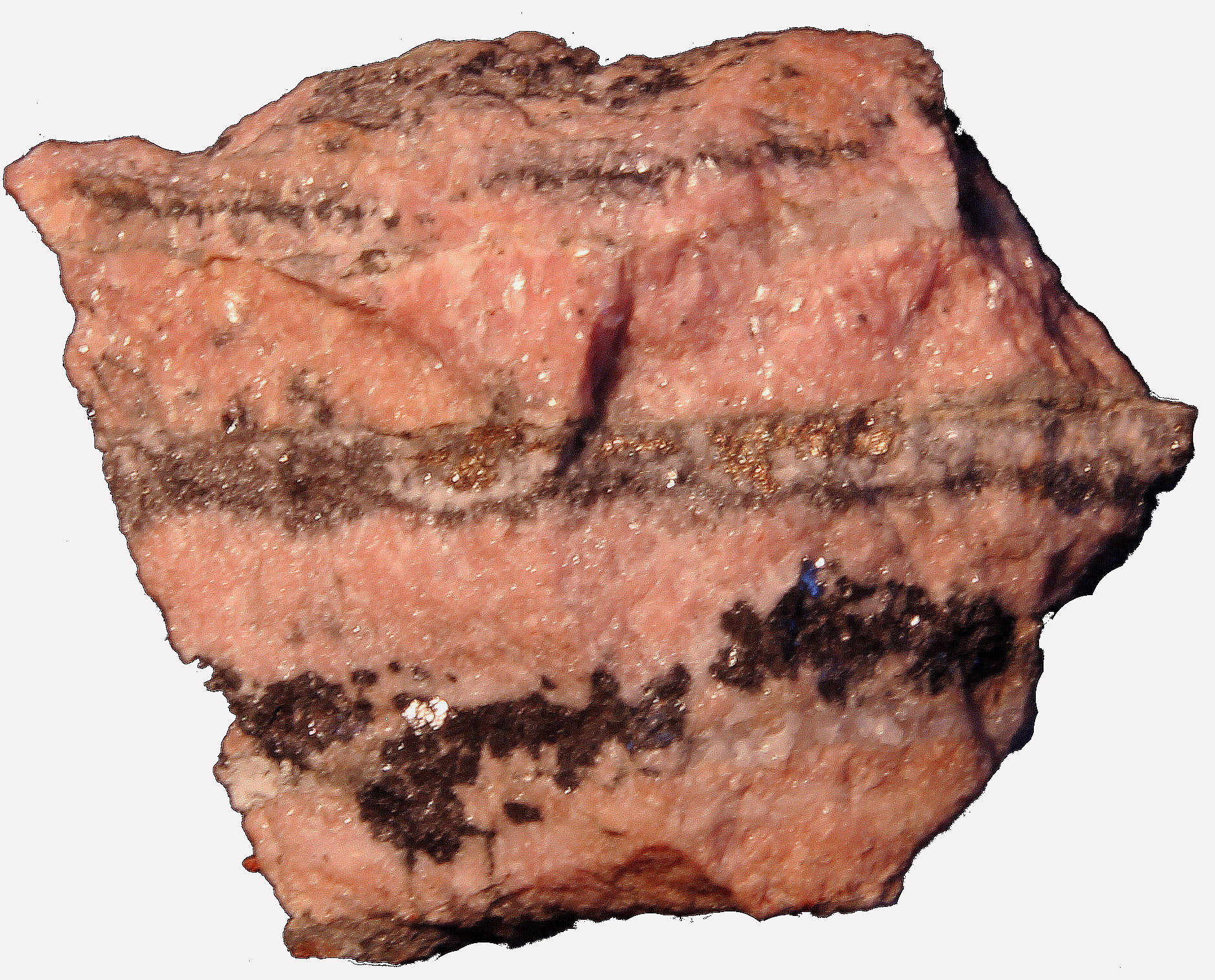
fba-Formation mit Rhodochrosit, Galenit, Sphalerit und Argentit. Gr. Himmelsfürst Brand Erbisdorf, "Verborgen Flacher"

## Bergbau

### Geschichte

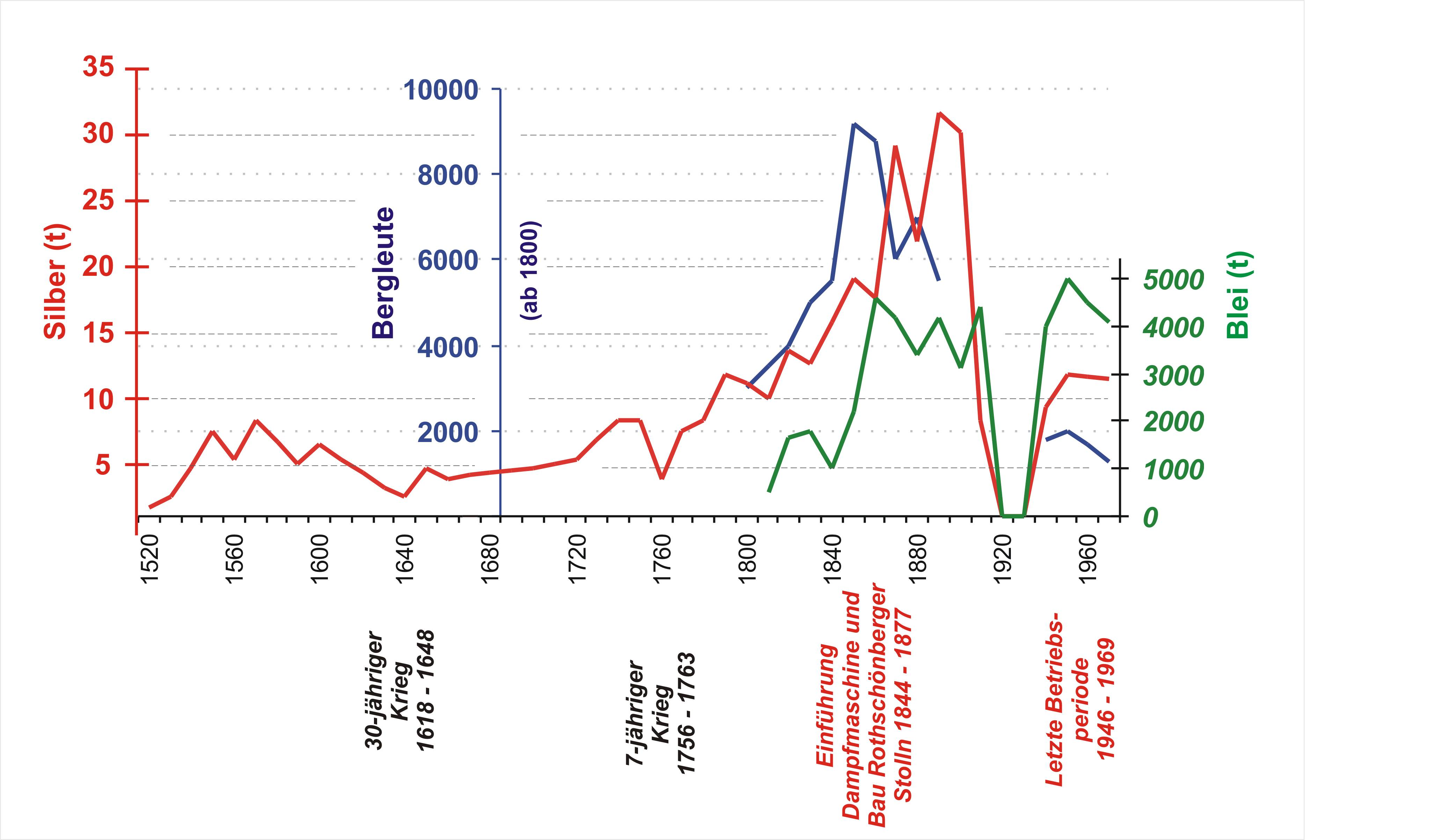
Die Entwicklung des Freiberger Bergbaus anhand des Metallausbringens (Silber und Blei) sowie der Beschäftigtenanzahl unter dem Einfluss politischer und technisch-ökonomischer Randbedingungen ab 1520 (nach BAUMANN u. a. 2000)

Der erste Silber(erz)fund auf dem heutigen Stadtgebiet von Freiberg erfolgte höchstwahrscheinlich im Jahr 1168. Der Legende nach sollen Salzfuhrleute aus Halle auf dem Weg nach Böhmen in den Fahrspuren des Weges ein außergewöhnlich glänzendes Gestein bemerkt haben. Ob Markgraf Otto von Kaiser Friedrich I. (Barbarossa) das Bergregal verliehen bekam, ist nicht überliefert. Nach der Proklamation der Bergfreiheit wurde das erste große „Berggeschrei“ ausgelöst. Ihm folgten viele Bergleute vor allem aus dem Harz. Bereits um 1250 hatte Freiberg 3000 Einwohner und um 1300 etwa 5000. Im 13. und 14. Jahrhundert war Freiberg die größte und wirtschaftlich bedeutendste Stadt der damaligen Markgrafschaft Meißen. Im 13. Jahrhundert wurde Freiberg auf Grund des prosperierenden Bergbaus Sitz der landesherrlichen Bergverwaltung. Außerdem war Freiberg ab 1250 Münzstätte und um 1400 Sitz des Bergamtes. Zwischen 1350 und 1400 erfolgte die Gründung der Freiberger Knappschaft.
Nach dem Abbau der oberflächennahen Reicherzzonen und der damit verbundenen Notwendigkeit eines größeren Teufenaufschlusses begann Ende des 14. Jahrhunderts die erste Krise des Freiberger Bergbaus. Im 16. Jahrhundert erfolgte ein erneuter Aufschwung, was sich in der Gründung des Oberbergamtes (1542) und des Oberhüttenamtes (1555) dokumentierte. Durch zahlreiche technische Neuerungen, beispielsweise in der Vortriebstechnik und der Wasserhaltung wurde zunächst erfolgreicher Bergbau betrieben. Danach erlitten der Bergbau und die Stadt Freiberg durch den Dreißigjährigen Krieg (1628–1648) und den Siebenjährigen Krieg (1756–1763) starke Rückschläge. Um 1643 war die Silberproduktion des gesamten Reviers auf 1121 kg gefallen. Steigender Bedarf an qualifizierten Berg- und Hüttenbeamten führte 1765 zur Gründung der Bergakademie, was sich fördernd auf das gesamte Berg- und Hüttenwesen auswirkte. Ende des 19. Jahrhunderts kam es durch die Einführung der Goldwährung in Deutschland zu einem starken Preisverfall von Silber. Die Gruben wurden verstaatlicht und nach und nach wegen Unrentabilität geschlossen. Das letzte große Bergwerk wurde 1913 geschlossen. Nur die Alte Hoffnung Gottes in Kleinvoigtsberg blieb als Privatgrube in geringem Umfang weiter in Betrieb.
Durch die Kriegsvorbereitungen des faschistischen Deutschlands entstand ab 1933 erhöhter Buntmetallbedarf. Ab 1935 kam es zur Wiederaufnahme des Freiberger Bergbaus. Nach dem Kriegsende wurden die Bergbau- und Hüttenbetriebe verstaatlicht und 1961 zum Bergbau- und Hüttenkombinat „Albert Funk“ zusammengeschlossen. Aus wirtschaftlichen Gründen erfolgte 1969 die endgültige Schließung der Bergwerke, während die Hüttenbetriebe mit der Verarbeitung von Importerzen weiterbetrieben wurden.
Im Diagramm zu Beginn des Abschnittes sind die Metallproduktion am Beispiel von Silber und Blei (ab 1520) sowie die Arbeitskräfteentwicklung (ab 1800) veranschaulicht.
Der Freiberger Bergbau um 1900

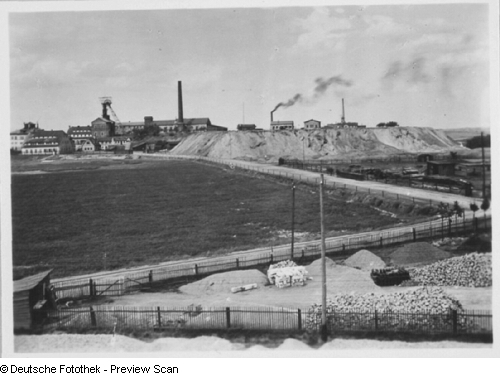
Abrahamschacht
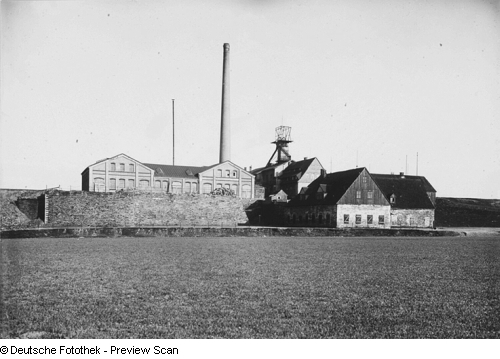
Tagesanlagen des David-Richtschachtes
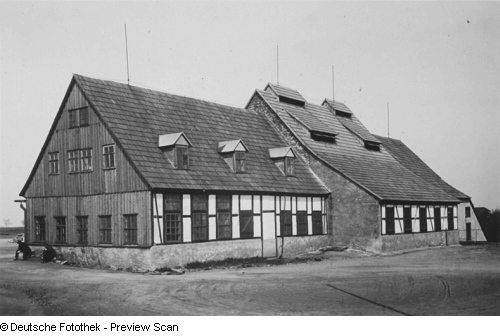
Übertagegebäude der Grube „Alte Elisabeth“
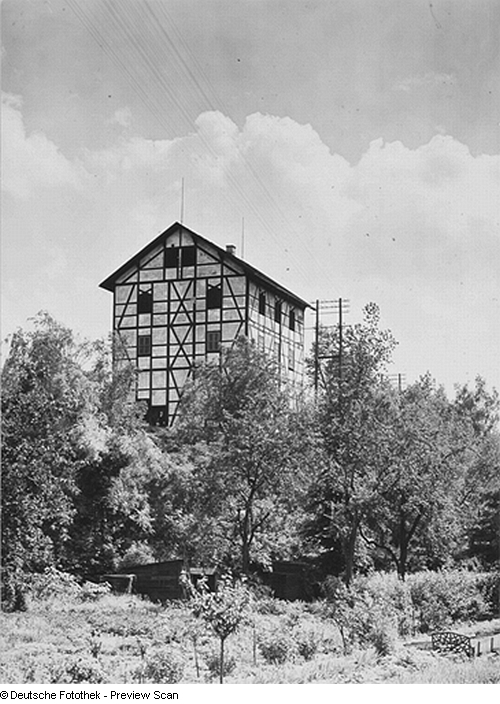
Schachtgebäude der „Roten Grube“ (Aufnahme 1928)

Erhaltene Grubenanlagen im Gebiet des Lagerstättenbezirkes

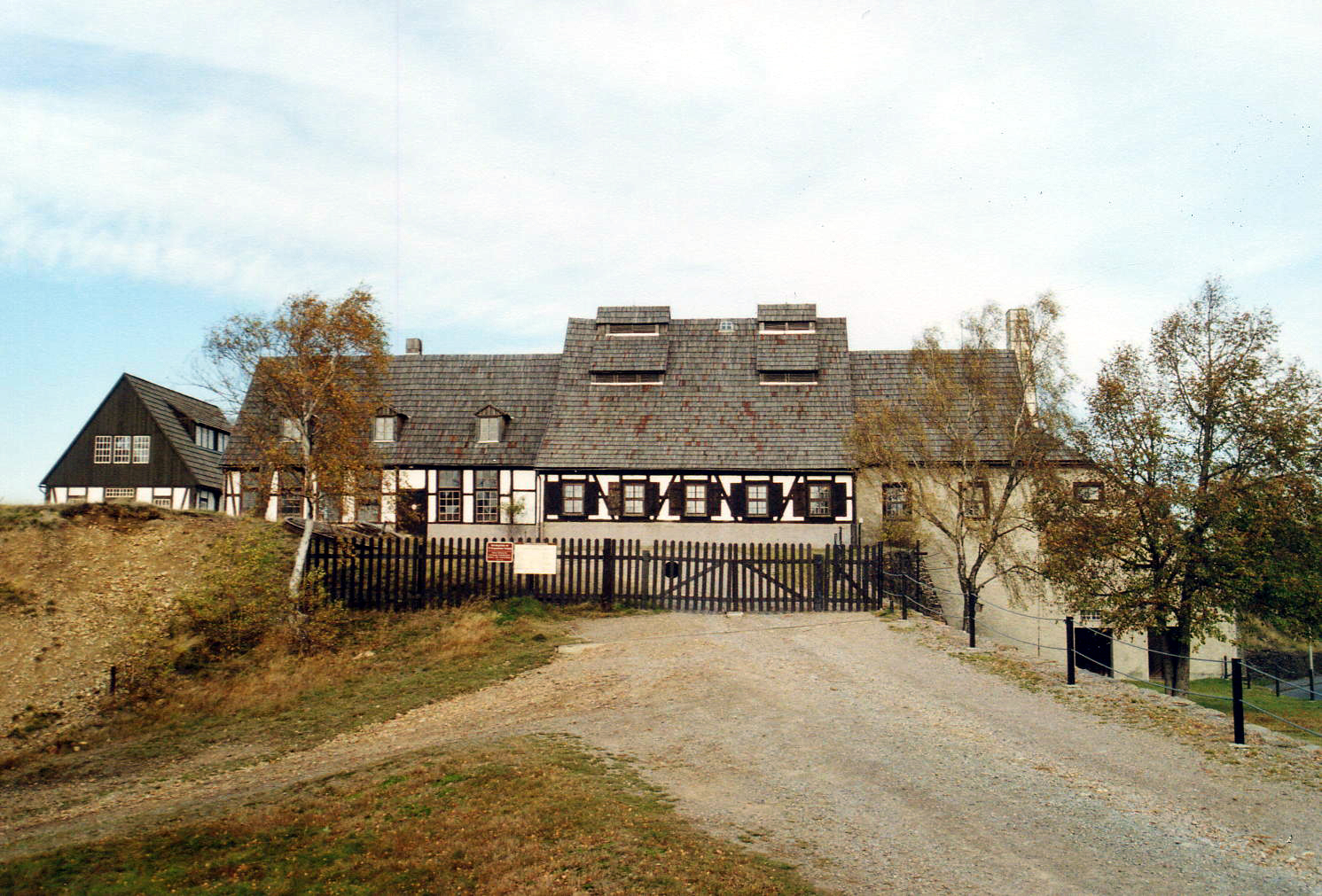
Grube „Alte Elisabeth“, heute Teil des Lehrbergwerkes der TU Bergakademie Freiberg
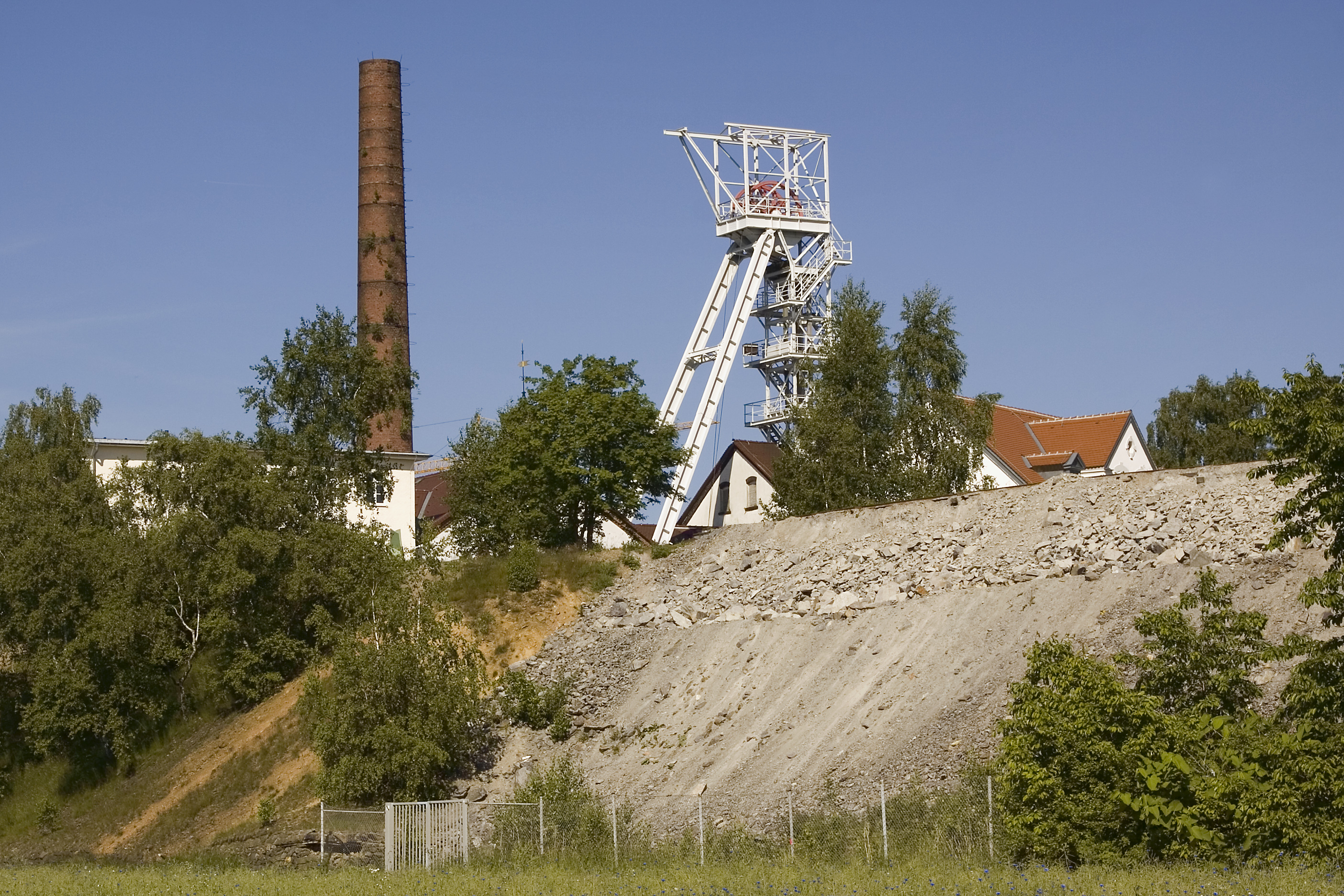
Förderturm der Grube „Reiche Zeche“, heute Teil des Lehrbergwerkes der TU Bergakademie Freiberg
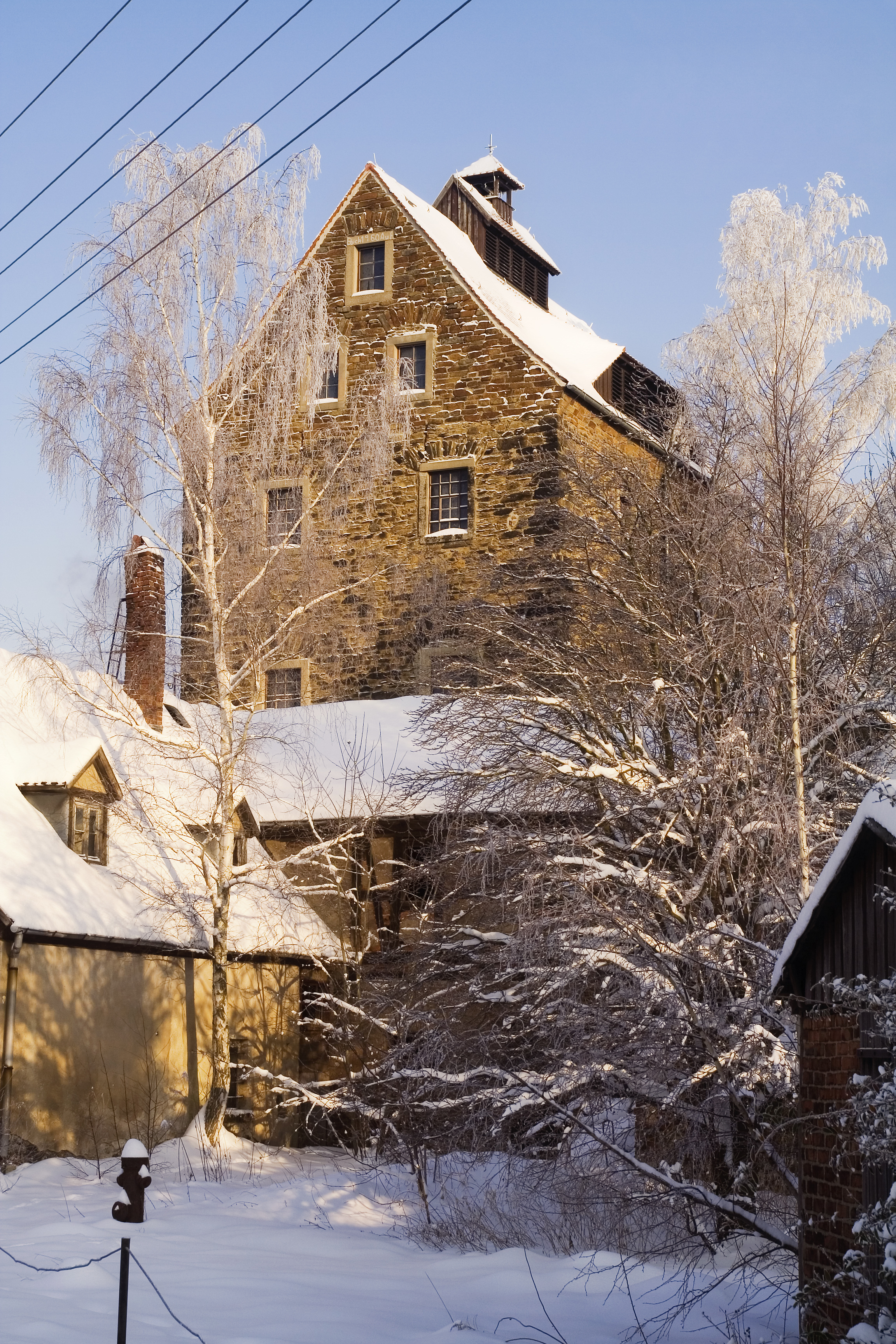
Schachtgebäude des Abrahamschachtes Freiberg
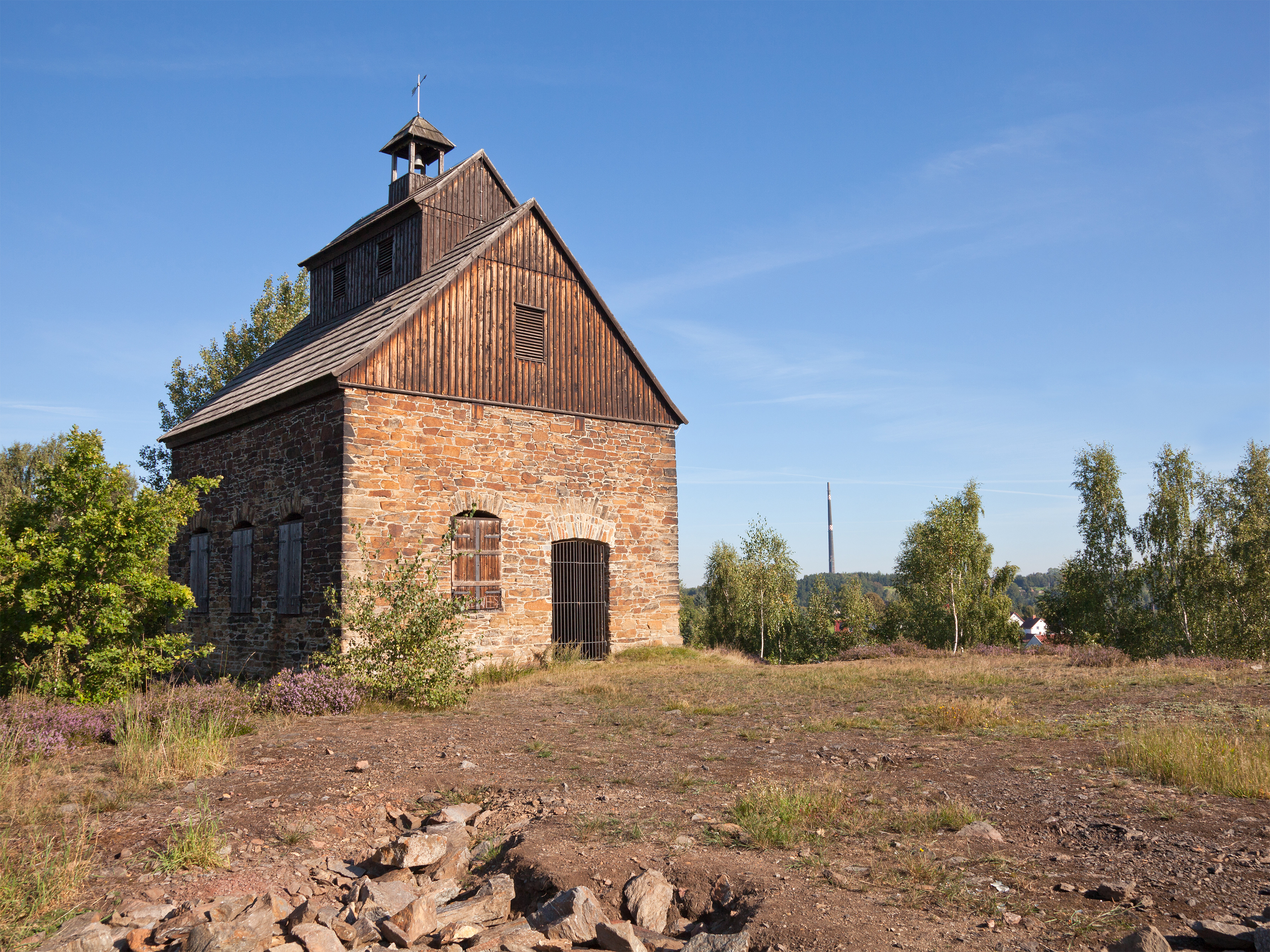
Schachtgebäude der Grube „Oberes Neues Geschrei“ Halsbrücke
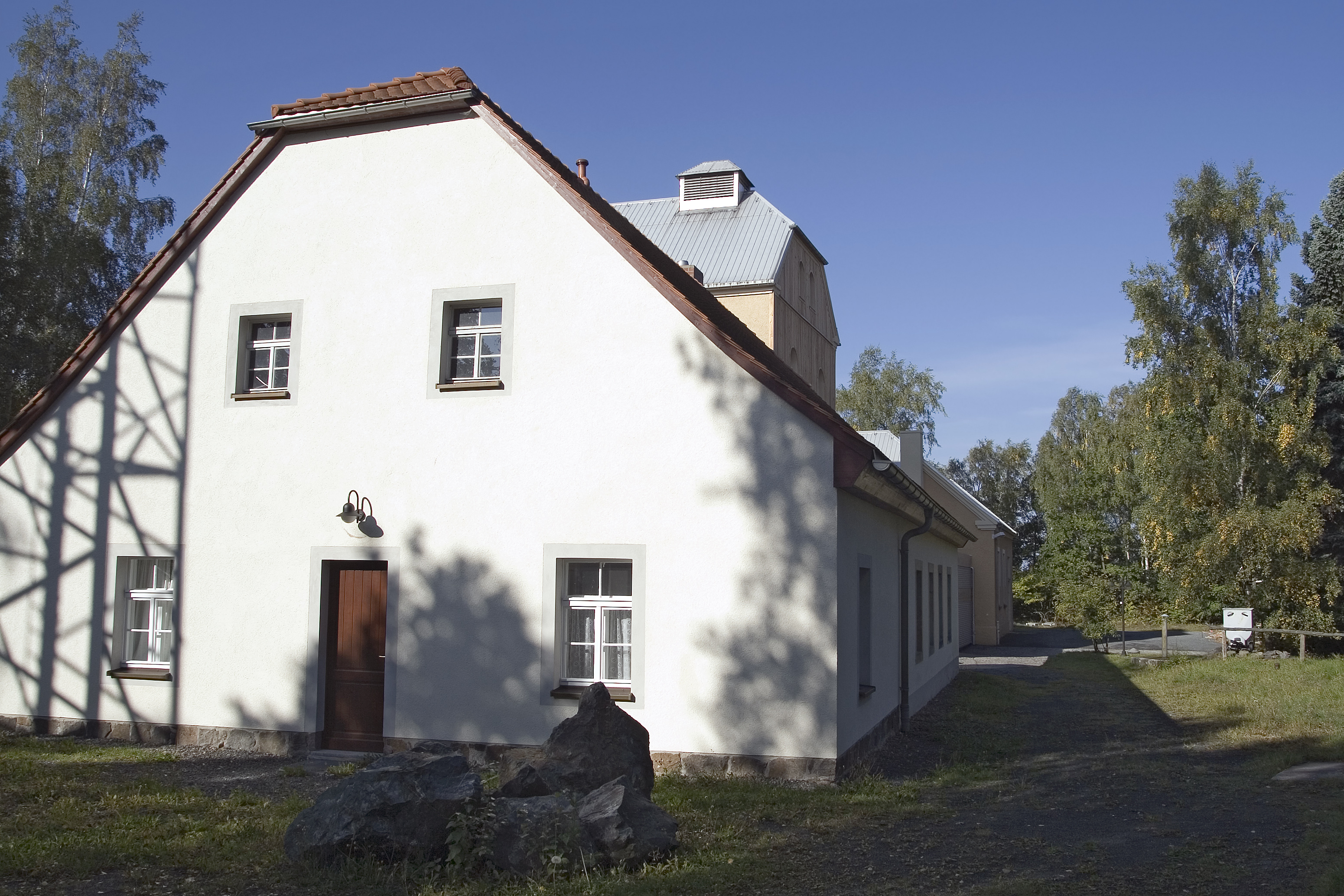
Drei-Brüder-Schacht
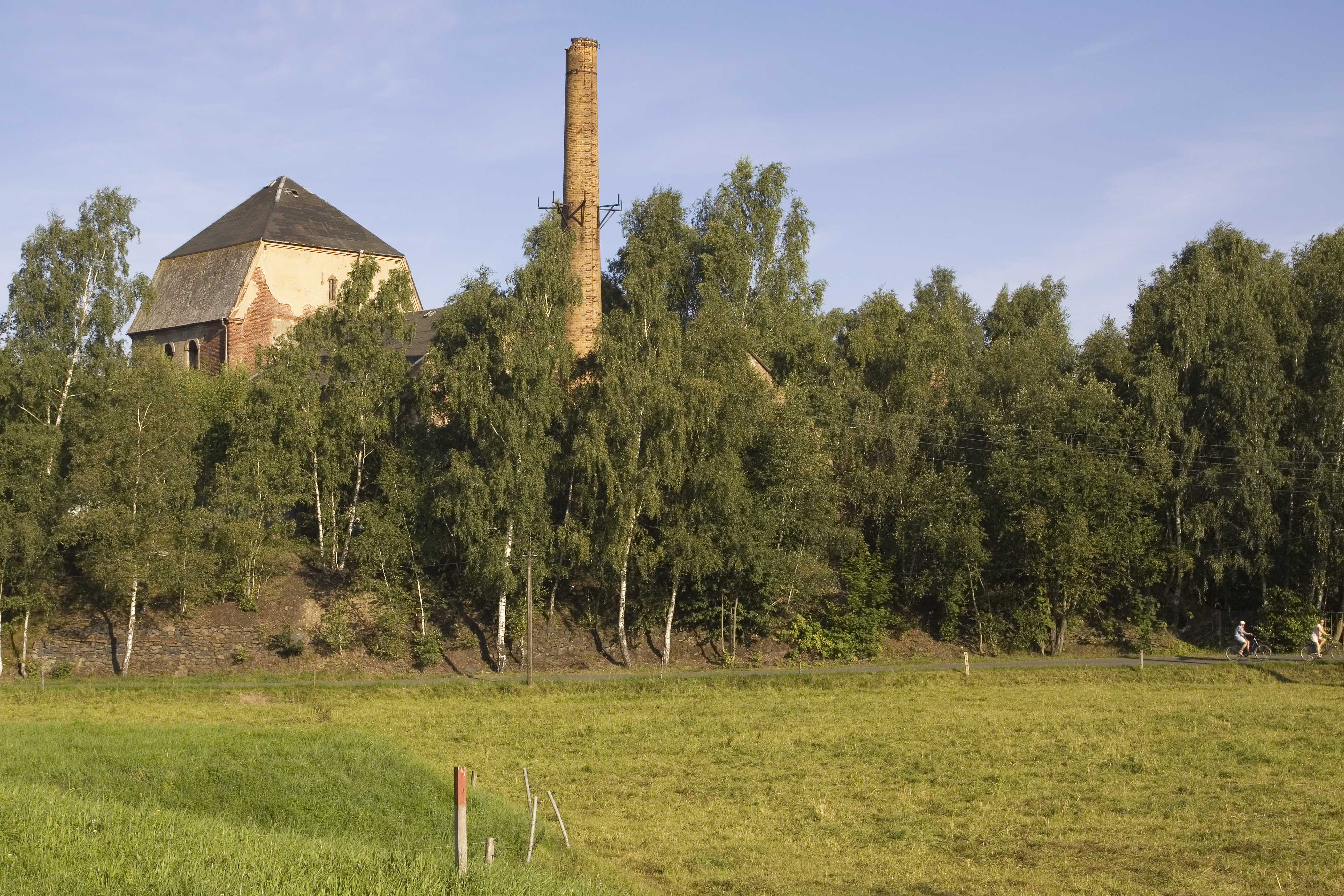
Constantinschacht

### Technologie
In den ersten Jahren des Lagerstättenaufschlusses dürften die oberflächennahen Reicherzpartien der Oxidations- und Zementationszone im Tagebau durch einfache Schürfgräben abgebaut worden sein. Nach deren vollständigen Ausbeutung ergab sich für die Bergbautreibenden die Notwendigkeit, auch die Erze der tieferliegenden Lagerstättenteile abzubauen. Dies wurde zunächst durch das Abteufen sogenannter „tonnlägiger“ Schächte realisiert, das heißt durch Schächte, die im Einfallen des Ganges aufgefahren wurden und von denen aus horizontale Strecken in die seitlichen Gangbereiche getrieben wurden. Die Haupt-Sohleneinteilung sah anfangs 30 m, später 40 m und seit dem 19. Jahrhundert auch 60 m Seigerabstand vor. Die Auffahrungen auf den „Gezeugstrecken“ (Sohlen) erfolgte vorzugsweise als Gangstrecken zu deren Verbindung im Quergestein. Darüber hinaus ergab sich beim Vordringen in immer größere Tiefen die Notwendigkeit, zudringendes Grundwasser wegzuführen oder auch das Aufschlagwasser für Wasserkraftmaschinen über Stollensysteme heranzuführen und wieder abzuleiten. Auf diese Art entstanden komplexe Systeme von Strecken, Auffahrungen und Abbauen die durch Überhauen, durch Steigorte, durch Gesenke oder durch seiger geteufte Blindschächte miteinander verbunden waren. Dazwischenliegende Gangpartien mit abbauwürdiger Erzführung wurden im Strossen-, später im Firstenstoß- und Magazinbau gewonnen. Aus sicherheits- und geotechnischen sowie wirtschaftlichen Gründen wurden in der letzten Betriebsperiode die Gangstrecken durch parallel zum Hauptstreichen des Ganges im Nebengestein aufgefahrene Richtstrecken ersetzt.
Die tiefsten Grubenbetriebspunkte befanden sich in Teufen von 770 m (17. Sohle am Gotthold-Gesenk, Zentralrevier) und 800 m (20. Gezeugstrecke am Blindschacht I, Paulspat im Revier Brand-Erbisdorf).
Das Lösen des Festgesteins und des Erzes erfolgte seit der Anfangszeit über einen langen Zeitraum durch „Schlägel- und Eisenarbeit“ und wurde später durch Bohren und Sprengen abgelöst. Über sogenanntes „Feuersetzen“ ist nichts bekannt.

### Revier-Organisation
Der Zentralteil des Freiberger Lagerstättenbezirkes war drei Grubenreviere unterteilt: Halsbrücke, Freiberg (auch „Zentralrevier“) und Brand-Erbisdorf (auch „Brander Revier“). Diese Reviere waren wiederum in Grubenfelder gegliedert. Die nachfolgende Tabelle vermittelt eine Übersicht über diese Organisationsstruktur. Bedeutende Schachtanlagen und bebaute Gänge sind beispielhaft aufgeführt.
| Grubenrevier             | Grubenfeld       | bedeutende Schachtanlagen                                                                    | Auswahl bebauter Gänge |
| Halsbrücke               | Kurprinz         | Steinschacht, Ferdinandschacht, Schreiberschacht⁶                                            | Ludwig-, Drei-Prinzen-, Ferdinantspat |
| Halsbrücke               | Beihilfe         | Beihilfe-Richtschacht, Lorenz-Gegentrum-Schacht                                              | Halsbrücker-, Daniel-, Lorenzspat, Pabst-, Weisshaldner Stehender                                                                                 |
| Freiberg (Zentralrevier) | Himmelfahrt      | Reiche Zeche, Elisabeth-Schacht, David-Schacht, Abraham-Schacht, Löffler-Schacht, Rote Grube | Hauptstollngang-, Silberner-Bergmann-, Rote-Grube-, Krieg-und-Frieden-, Turmhof-Stehender; Riemer-, Glückauf-, Hoffnung-Spat, Neuhoffnung Flacher |
| Freiberg (Zentralrevier) | Muldenhütten     | Morgenstern-, Abrahamschacht                                                                 | Gut Morgen-, Saturnus-Spat, Christof-Flacher |
| Freiberg (Zentralrevier) | Junge Hohe Birke | Junge Hohe Birke-, Krönerschacht                                                             | Tobias-Spat, König-David-, Hohe Birke Stehender                                                                                                   |
| Brand-Erbisdorf          | Beschert Glück   | Drei Brüder-Schacht, Beschert Glück Röschenschacht, Prinz Leopold Schacht, Johannesschacht   | Johann Georg-, Schwarzfarbe-Spat, Johann Georg-, Ich bins nicht-, Johannes-, Neue hohe Birke-Stehender,                                           |
| Brand-Erbisdorf          | Einigkeit        | Kohlhäusler Schacht, Hörnigschacht                                                           | Gesellschaft Freude Flacher Dornstrauch-, Benjamin-, Drei Brüder-, Gottes Gabe-Spat, Einhorn-, Bartholomäus-Stehender                             |
| Brand-Erbisdorf          | Vereinigt Feld   | Menden-, Kaspar-, Richterschacht                                                             | Grünzweig-, Unterhaus Sachsen Spat, Adler-, Simon Bogners Neuwerk Flacher, Silberschnur Stehender                                                 |
| Brand-Erbisdorf          | Himmelsfürst     | Franken-, Glückauf-, Reichelt-, Lade des Bundes-, Vertrau auf Gott-Schacht                   | Neuglück-Spat, Silberfund-, Grünrosner-, Himmelsfürst-, Kalb-, Jupiter-, Dorothea-Stehender, Concordia-Morgengang, Vertrau auf Gott Flacher       |